# Francesco Crispi
Francesco Crispi (Ribera, 4 ottobre 1818 – Napoli, 11 agosto 1901) è stato un politico e militare italiano.
Figura di spicco del Risorgimento, fu uno degli organizzatori della Rivoluzione siciliana del 1848 e fu l'ideatore e il massimo sostenitore della spedizione dei Mille, alla quale partecipò. Inizialmente mazziniano, si convertì agli ideali monarchici nel 1864. Anticlericale e ostile allo Stato Pontificio, dopo l'unità d'Italia fu quattro volte presidente del Consiglio: dal 1887 al 1891 e dal 1893 al 1896. Nel primo periodo fu anche ministro degli Esteri e ministro dell'interno, nel secondo anche ministro dell'interno. Fu il primo meridionale a diventare presidente del Consiglio del Regno d'Italia.
In politica estera coltivò l'amicizia con la Germania, che apparteneva con l'Italia e l'Austria alla triplice alleanza. Avversò quasi sempre la Francia, contro la quale rinforzò l'esercito e la marina.
I suoi governi si distinsero per importanti riforme sociali (come il codice Zanardelli che abolì la pena di morte e introdusse la libertà di sciopero) ma anche per la lotta agli anarchici e ai socialisti, i cui moti dei Fasci siciliani furono repressi con la legge marziale. In campo economico il suo quarto governo migliorò le condizioni del Paese. Crispi sostenne tuttavia una dispendiosa politica coloniale in Africa che, dopo alcuni successi, portò alla disfatta di Adua del 1896. L'evento portò alla fine della carriera politica di Crispi. Il suo avversario politico principale fu Giovanni Giolitti che lo sostituì alla guida del Paese.

## Biografia

### Le origini e la gioventù (fino al 1847)
La famiglia di Francesco Crispi proveniva da Palazzo Adriano, presso Palermo, comunità appartenente alla minoranza albanese (arbëreshe) di Sicilia. La cittadina era stata fondata sul finire del XV secolo da esuli albanesi in fuga dai turco-ottomani e il nonno paterno di Crispi, anch'egli Francesco (1763-1837), era un sacerdote cattolico di rito orientale del clero italo-albanese.
Il figlio maggiore di costui, Tommaso (1793-1857), si stabilì a Ribera, sposando una ricca vedova, Giuseppa Genova (deceduta nel 1853). Tommaso si affermò come amministratore di un importante proprietario terriero della zona, il duca di Ferrandina. Dal matrimonio di Tommaso e Giuseppa il 4 ottobre 1818 nacque a Ribera il primo maschio della coppia, Francesco Crispi, secondo di nove figli, che fu battezzato secondo il rito bizantino.
Il giovane Francesco, in età compresa tra i 5 e i 6 anni, fu mandato presso una famiglia di Villafranca affinché ricevesse un'istruzione. Nel 1829, undicenne, entrò alunno nell'importante Seminario italo-albanese di Palermo, dove gli fu impartita una formazione prevalentemente classica e dove acquisì la passione per la storia. Rettore dell'istituto era Mons. Giuseppe Crispi, cugino di Tommaso. Mons. Crispi era vescovo ordinante di "rito greco" (ovvero bizantino) degli albanesi di Sicilia, filologo, grecista di fama e albanologo, autore di diversi studi sugli albanesi e la loro origine pelagica-illirica. Il piccolo Francesco rimase in seminario fino al 1834 o al 1835, periodo in cui, il padre, divenuto sindaco di Ribera, incontrava grosse difficoltà politiche, di salute e finanziarie.
Nello stesso periodo Francesco frequentò il poeta e medico Vincenzo Navarro, la cui amicizia segnò la sua iniziazione al romanticismo. Nel 1835 si iscrisse alla facoltà di giurisprudenza dell'Università degli Studi di Palermo e due anni dopo si innamorò di Rosina D'Angelo, la figlia di un orefice. Nonostante il divieto paterno, Crispi sposò Rosina nello stesso 1837, quando la giovane ventenne era già incinta. In maggio la moglie partorì e Crispi riuscì a ricucire i rapporti con la propria famiglia. La nascitura fu battezzata Giuseppa, come la nonna paterna. Fu un matrimonio breve. Rosina morì infatti il 29 luglio 1839, il giorno dopo aver dato alla luce il secondo figlio, Tommaso. Il bambino visse poche ore e nel dicembre dello stesso anno morì anche Giuseppa.

#### Cospiratore antiborbonico
Fra il 1838 e il 1839, prima della tragedia familiare che lo avrebbe colpito, Crispi fondò un proprio giornale, L'Oreteo. Questa esperienza lo mise in contatto con una serie di personaggi politici fra cui il liberale napoletano Carlo Poerio. Già nel 1842 Crispi scriveva della necessità di istruire i poveri, del danno procurato dalla eccessiva ricchezza della Chiesa e della necessità che tutti i cittadini, donne incluse, fossero uguali davanti alla legge.
Dopo aver superato l'esame finale con un “buono”, Francesco Crispi il 24 settembre 1843 ottenne la laurea in giurisprudenza e decise di tentare l'avvocatura a Napoli (città considerata più liberale di Palermo), dove risiedette dal 1845 al 1848.
Nel 1846 l'elezione di papa Pio IX e i suoi primi provvedimenti liberali scatenarono un'ondata di euforiche attese. L'anno dopo il liberale siciliano Giovanni Raffaele, ricercato dalle autorità borboniche, prima di riparare a Marsiglia, affidò a Crispi il compito di fungere da collegamento tra i capi liberali di Palermo e quelli di Napoli.
I tempi erano ormai maturi per una rivoluzione e il 20 dicembre 1847 Crispi fu inviato a Palermo con Salvatore Castiglia per prepararla. Nei dieci giorni successivi incontrò il principe Torremuzza (1812-1884), il principe Pandolfina, Rosolino Pilo e altri. Quando lasciò la Sicilia, il 31 dicembre, era stato raggiunto l'accordo: l'insurrezione sarebbe scoppiata il 12 gennaio, giorno del compleanno di re Ferdinando II.

### La rivoluzione siciliana (1848-1849)

Ribera negli anni 60 del Novecento. Nella prima casa a destra nacque Francesco Crispi.

La sommossa antiborbonica scoppiò a Palermo il 12 gennaio 1848. Crispi partì da Napoli per la Sicilia il giorno dopo e il 14 era a Palermo. Il Comitato generale (un governo provvisorio), diretto dal liberale Ruggero Settimo, fu articolato in quattro comitati, a Crispi fu assegnato quello della Difesa, con una speciale responsabilità per l'allestimento delle barricate.
Con i primi successi militari, il 20 gennaio i comitati si riorganizzarono e quello di Crispi divenne il comitato (in pratica un ministero) di Guerra e Marina. In questi primissimi giorni della rivoluzione Crispi fondò L'Apostolato. Su questo suo secondo foglio enunciò le sue idee politiche. Si espresse per una soluzione federale della questione italiana sulle orme delle idee di Vincenzo Gioberti, e sulla necessità per la Sicilia di ottenere l'appoggio delle potenze straniere. Scrisse che occorreva dare una base legale alla rivoluzione e che allo scopo poteva essere ripristinata la costituzione siciliana del 1812, gradita alla Gran Bretagna.
Le sommosse intanto si andavano propagando in tutta Europa: a febbraio a Parigi, a marzo e aprile nel Lombardo-Veneto (a Milano e Venezia), a Berlino e in altre città, mentre i borbonici abbandonavano quasi tutta la Sicilia agli insorti.

#### Deputato per la guerra a oltranza

L'Italia al tempo in cui Francesco Crispi era giovane. In arancio il Regno delle Due Sicilie, dove nacque.

Il 25 marzo 1848 nella chiesa di San Domenico a Palermo fu inaugurato il parlamento autonomo della Sicilia. Crispi fu nominato deputato di Ribera.
La sua posizione per una Sicilia unita ad un'Italia federale gli procurò attriti con altri componenti dei comitati rivoluzionari, che chiedevano una Sicilia completamente indipendente. Nello stesso tempo Crispi accusò il governo siciliano di negligenza e di voler sabotare i suoi sforzi di galvanizzare la resistenza militare di fronte all'avanzata delle truppe borboniche. Nell'estate del 1848 era infatti sbarcato in Sicilia un corpo di spedizione comandato dal generale Carlo Filangieri con lo scopo di riconquistare l'isola.
Concluso un primo armistizio, Crispi e i suoi colleghi (Giuseppe La Farina, Giuseppe La Masa e Salvatore Castiglia) aumentarono i loro sforzi per la difesa, sicuri che le ostilità sarebbero riprese. Tra l'ottobre 1848 e il febbraio 1849 furono arruolati e condotti a Palermo circa 14.000 uomini. I moderati, però, nel timore che i democratici (coloro che come Crispi auspicavano il suffragio universale) potessero usare questo esercito per instaurare una repubblica contro il Comitato generale, non aiutarono i preparativi militari. Il 29 marzo ripresero le ostilità e con loro i successi dei borbonici. Il 14 aprile, l'ammiraglio francese Charles Baudin (1784-1854) offrì, a nome del governo francese, una mediazione per la pace. La Camera siciliana la accettò e Crispi rassegnò le dimissioni da deputato.
Sei giorni dopo fu convocata una riunione di personalità governative e parlamentari ed emerse una maggioranza favorevole alla pace e all'idea di affidare a Baudin la garanzia delle libertà siciliane. Fra coloro che si dichiararono invece per la guerra figurò Crispi, che, amareggiato, il 27 aprile 1849 lasciò la Sicilia su una nave diretta a Marsiglia. Il 9 maggio re Ferdinando promulgò l'amnistia per tutti coloro che avevano partecipato alla rivolta, tranne che per 43 personaggi che si riteneva l'avessero organizzata. Fra questi ultimi che non beneficiarono dell'amnistia mancava, sorprendentemente, Crispi. Il 15 Carlo Filangieri entrava a Palermo ponendo fine allo Stato siciliano.

### L'esilio in Europa (1849-1858)
A Marsiglia Crispi conobbe la donna che sarebbe diventata la sua seconda moglie: Rose Montmasson, nata cinque anni dopo di lui nell'Alta Savoia (che a quel tempo apparteneva al Regno di Sardegna) in una famiglia di agricoltori.

#### A Torino e a Malta

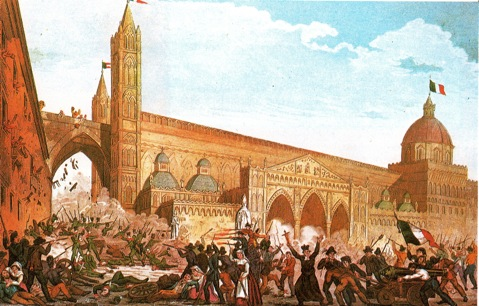
Francesco Crispi fu uno degli organizzatori della sommossa di Palermo del 1848 e una delle personalità del governo provvisorio antiborbonico che si costituì.

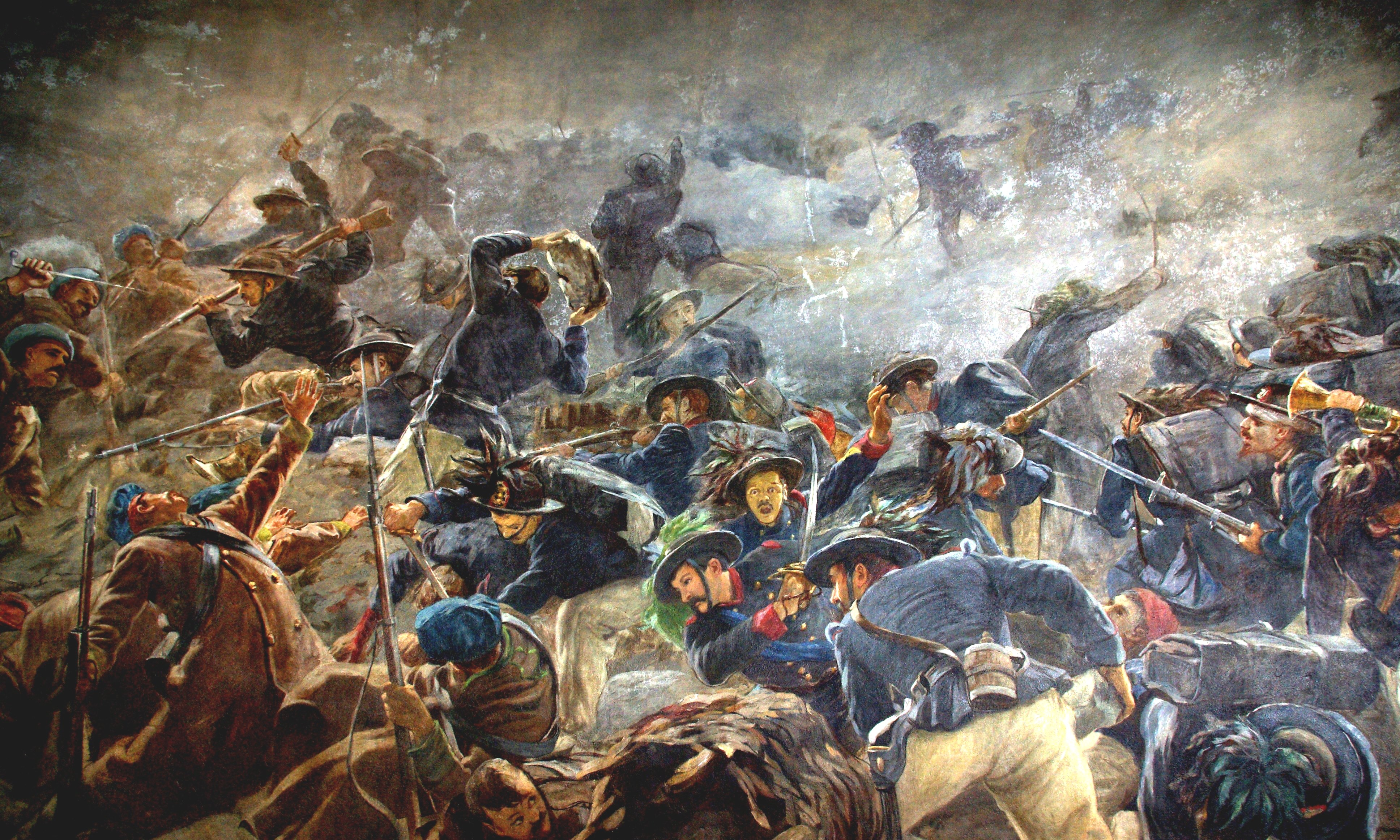
I piemontesi alla battaglia della Cernaia durante la guerra di Crimea. Per il loro autoritarismo Crispi definì "barbari" sia i russi che i turchi.

Nel settembre del 1849 Crispi si trasferì da Marsiglia a Torino, la capitale del Regno di Sardegna, l'unico stato italiano che avesse mantenuto la sua costituzione. Scoperto per un suo errore ad avere ancora contatti con i liberali siciliani, l'8 luglio 1850 fu bandito formalmente dal Regno delle Due Sicilie.
In autunno Crispi ebbe uno scambio epistolare con Giuseppe Mazzini, del quale condivideva l'ideale repubblicano. Criticò i Savoia per i danni arrecati alle libertà comunali con il testo Il comune in Piemonte e, in occasione della fallita insurrezione mazziniana del febbraio 1853, il 6 marzo, fu arrestato dalla polizia torinese, interrogato e incarcerato. Il 14, assieme ad altri detenuti destinati all'espatrio, fu trasferito nel carcere genovese di San Lorenzo, fu fatto salire su una nave e il 26 fu sbarcato a Malta, allora colonia britannica.
Nell'isola Crispi ebbe contatti con l'agguerrito cospiratore Nicola Fabrizi con il quale strinse una solida amicizia e, per tamponare la difficile situazione economica, il 15 febbraio 1854 accettò di dirigere un giornale, La Staffetta. La pubblicazione adottò una linea mazziniana e assunse una posizione di neutralità riguardo alla guerra di Crimea dichiarando che non si sarebbe schierato né con i russi, né con i turchi, entrambi oppressori e “barbari”. Nel foglio Crispi criticò l'alleanza fra Gran Bretagna e Francia dubitando del liberalismo inglese alleato dell'autoritario Napoleone III. A novembre il giornale inneggiò ad un'Italia «una, libera, indipendente» e a dicembre pubblicò la circolare di Mazzini che chiamava gli italiani alle armi. Di conseguenza, il 18 dello stesso mese, le autorità inglesi gli ordinarono entro quindici giorni di lasciare Malta.
Nell'ultimo periodo che gli rimaneva di permanenza sull'isola, Crispi sposò il 27 dicembre 1854 Rose Montmasson. Il 30 lasciò Malta per l'Inghilterra, dove intanto si era trasferito Mazzini.

#### A Londra con Mazzini

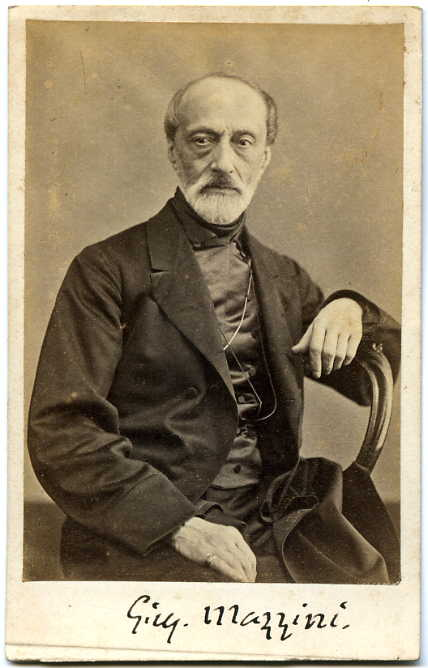
Giuseppe Mazzini, di cui Crispi fu seguace e con cui ebbe contatti a Londra.

Crispi arrivò nel Regno Unito il 12 gennaio 1855. Giunto a Londra, Mazzini lo invitò a fargli visita e si prodigò per aiutarlo procurandogli piccole somme di danaro e presentandolo ai suoi conoscenti.
Consigliato da Mazzini sugli autori da leggere, Thomas Carlyle e John Stuart Mill soprattutto, Crispi si immerse nella cultura del Regno Unito, ma continuò ad occuparsi di politica. Fin quando, scoraggiato per aver progettato senza esito una sommossa in Italia meridionale, decise di abbandonare Londra (di cui detestava il clima) per Parigi, dove almeno non avrebbe avuto problemi con la lingua.

#### L'attentato Orsini a Parigi

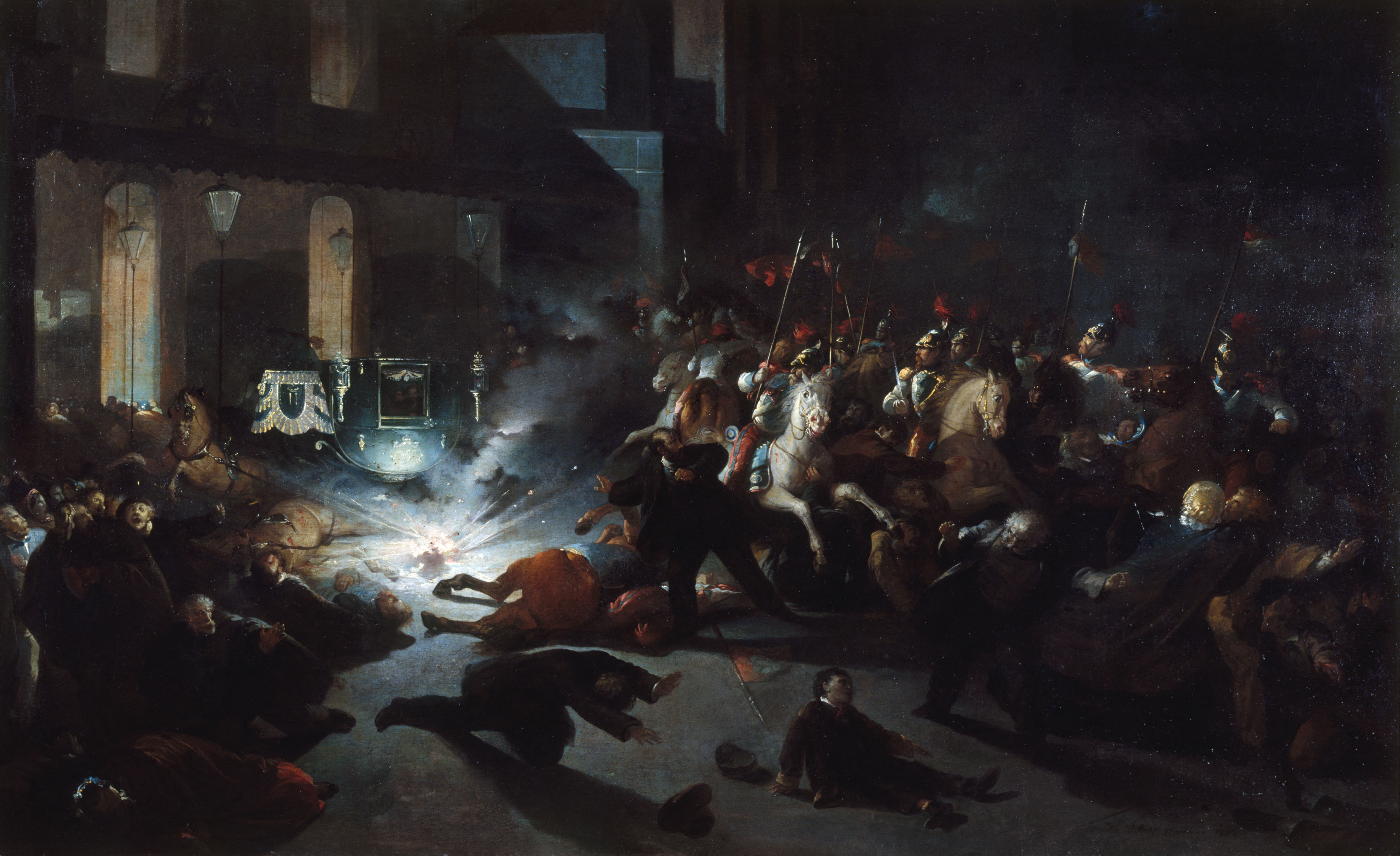
L'attentato all'imperatore francese Napoleone III. Nonostante le dichiarazioni di un testimone, il coinvolgimento di Crispi non fu mai provato.

Crispi giunse a Parigi il 10 gennaio 1856, dove trovò lavoro come giornalista e dove continuò ad avere legami con Mazzini e con la sua propaganda. Il 22 agosto lo informarono che il padre era morto e che tre anni prima era morta anche la madre. La seconda notizia gli era stata nascosta dal padre che non voleva accrescere i dispiaceri del figlio.
Nel 1857 si avventurò in iniziative commerciali che non ebbero successo e l'anno dopo fu, secondo un testimone, coinvolto nell'attentato che Felice Orsini compì il 14 gennaio con altri quattro cospiratori contro Napoleone III. L'attentato fallì, poiché le tre bombe lanciate contro la carrozza dell'imperatore esplosero senza colpire il monarca (uccisero un certo numero di soldati e passanti). Dei cinque cospiratori, uno solo rimase non identificato. Nel 1908 (sette anni dopo la morte di Crispi) uno di loro, Carlo Di Rudio, affermò di avere visto mezz'ora prima dell'attentato un uomo avvicinarsi e scambiare delle parole d'intesa con Orsini, e di aver riconosciuto in lui Francesco Crispi.
La testimonianza combaciava con quanto dichiarato da Felice Orsini che al processo affermò che la terza bomba era stata lanciata da un quinto cospiratore a cui l'aveva consegnata poco prima dell'azione e di cui non voleva fare il nome. Ma l'esistenza di un quinto cospiratore è tutt'altro che certa: lo stesso Di Rudio, al processo, contrariamente a quanto dichiarato cinquant'anni dopo, negò il particolare dell'incontro.
Soprattutto, se Crispi fosse stato coinvolto nella congiura di Orsini, avrebbe tentato di lasciare la Francia, cosa che non fece, almeno di sua iniziativa. Nella reazione delle autorità francesi all'attentato all'Imperatore, gli investigatori raccolsero su Crispi informazioni, fra l'altro, su suoi contatti con Paolo Tibaldi (1824-1901) che nel 1857 era stato arrestato proprio con l'accusa di complottare per assassinare Napoleone III. Così, il 7 agosto 1858, gli venne notificato un decreto di espulsione.

### Da Londra a Quarto (1858-1860)

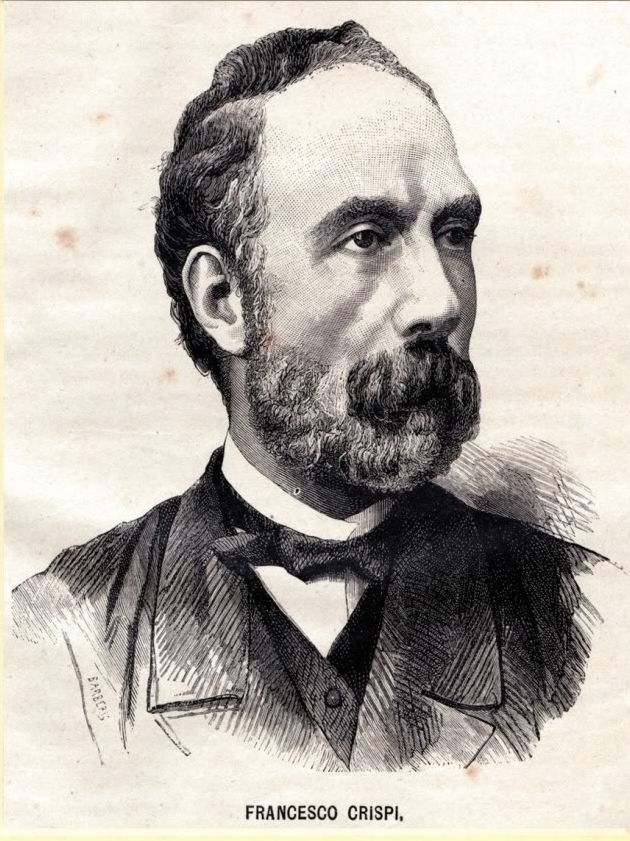
Francesco Crispi fu il massimo promotore della spedizione dei Mille e convinse Garibaldi a prepararla e attuarla.

Tornato a Londra, Crispi riprese i contatti con Mazzini, benché nel 1859 un avvenimento comincerà ad allontanarlo definitivamente dalle idee repubblicane: Il Piemonte dei Savoia e la Francia di Napoleone III erano riusciti a battere l'Austria nella seconda guerra di indipendenza. Crispi vide la possibilità di un ritorno del clima rivoluzionario e il 26 luglio sbarcò a Messina in incognito..
In Sicilia prese contatto con i mazziniani dell'isola che ritenevano venuto il momento di un'insurrezione. Crispi cercò di organizzarli e insegnò loro a fabbricare ordigni esplosivi. Per la sommossa fu scelta la data del 4 ottobre. Ma l'insurrezione fu prima rimandata e poi rinviata a tempo indeterminato. In Crispi nacque allora la convinzione che in futuro non si sarebbe più dovuto contare sui comitati, influenzabili dai moderati, ma (come scrisse a Mazzini) collegarsi direttamente al popolo. Inoltre, qualunque insurrezione in Sicilia avrebbe dovuto avere l'appoggio esterno di una spedizione militare.

#### I contatti con Garibaldi

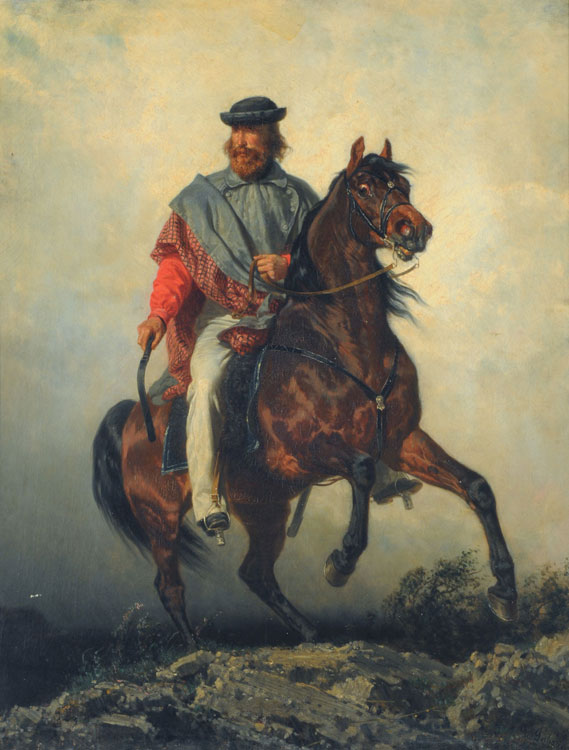
Giuseppe Garibaldi si avvicinò alle idee di Mazzini e Crispi dopo la cessione di Nizza alla Francia.

Nel dicembre del 1859 Crispi prospettò una spedizione militare in appoggio ad un'insurrezione in Sicilia ad alcuni politici. Gli uomini incontrati: Luigi Carlo Farini, Urbano Rattazzi e Giuseppe La Farina sollevarono varie difficoltà. Per nulla scoraggiati, il 22 febbraio e il 24 marzo 1860 Crispi e Rosolino Pilo inviarono due lettere con la stessa richiesta a Giuseppe Garibaldi che rispose interessato, ma senza impegnarsi. Le cose cambiarono però dopo il ritorno al potere di Cavour e la cessione di Nizza e Savoia alla Francia, in cambio delle quali il Piemonte ottenne l'autorizzazione di Parigi ad annettersi formalmente l'Emilia-Romagna e la Toscana. Dopo questo scambio, che vide la cessione della città natale di Garibaldi, la rottura fra questi e Cavour fu netta e il riavvicinamento del generale a Mazzini e agli uomini come Crispi subì un'accelerazione.
In questa atmosfera, agli inizi di aprile, si ebbero alcuni importanti episodi rivoluzionari a Palermo. Era il momento di intervenire dall'esterno. Fattosi indietro Mazzini, il compito di convincere Garibaldi ricadde su Crispi. Costui, insieme a Nino Bixio, il 7 aprile 1860 si recò allo scopo a Torino. Garibaldi si compiacque per le notizie provenienti dalla Sicilia e promise, nel caso i rapporti sulla sommossa fossero stati confermati, di tornare a Genova per preparare la spedizione.

#### Il telegramma di Fabrizi
Le notizie da Palermo, però, non erano positive. Il 28 aprile 1860 dopo un telegramma di Fabrizi, decifrato da Crispi a Genova, nel quale si avvisava dell'insuccesso della rivolta, Garibaldi decise di rinunciare alla spedizione. Due giorni dopo, tuttavia, accortisi di un importante errore di decifrazione, Crispi e Bixio tornarono dal generale, al quale fu presentata la versione corretta del telegramma: «L'insurrezione vinta nella città di Palermo, si sostiene nelle province, notizie raccolte da profughi giunti a Malta su navi inglesi». Al telegramma Crispi accompagnò altre prove che la sommossa era ancora vitale, fra cui le notizie della stampa.
Convinto Garibaldi, lo stesso 30 aprile con Agostino Bertani fu presa la decisione formale della spedizione; mentre il chiarimento di Fabrizi da Malta che confermava la seconda versione del telegramma arrivò a Genova qualche giorno dopo.

### La spedizione dei Mille (1860)
(Garibaldi a Crispi il 2 maggio 1860. In Duggan, p. 216.)

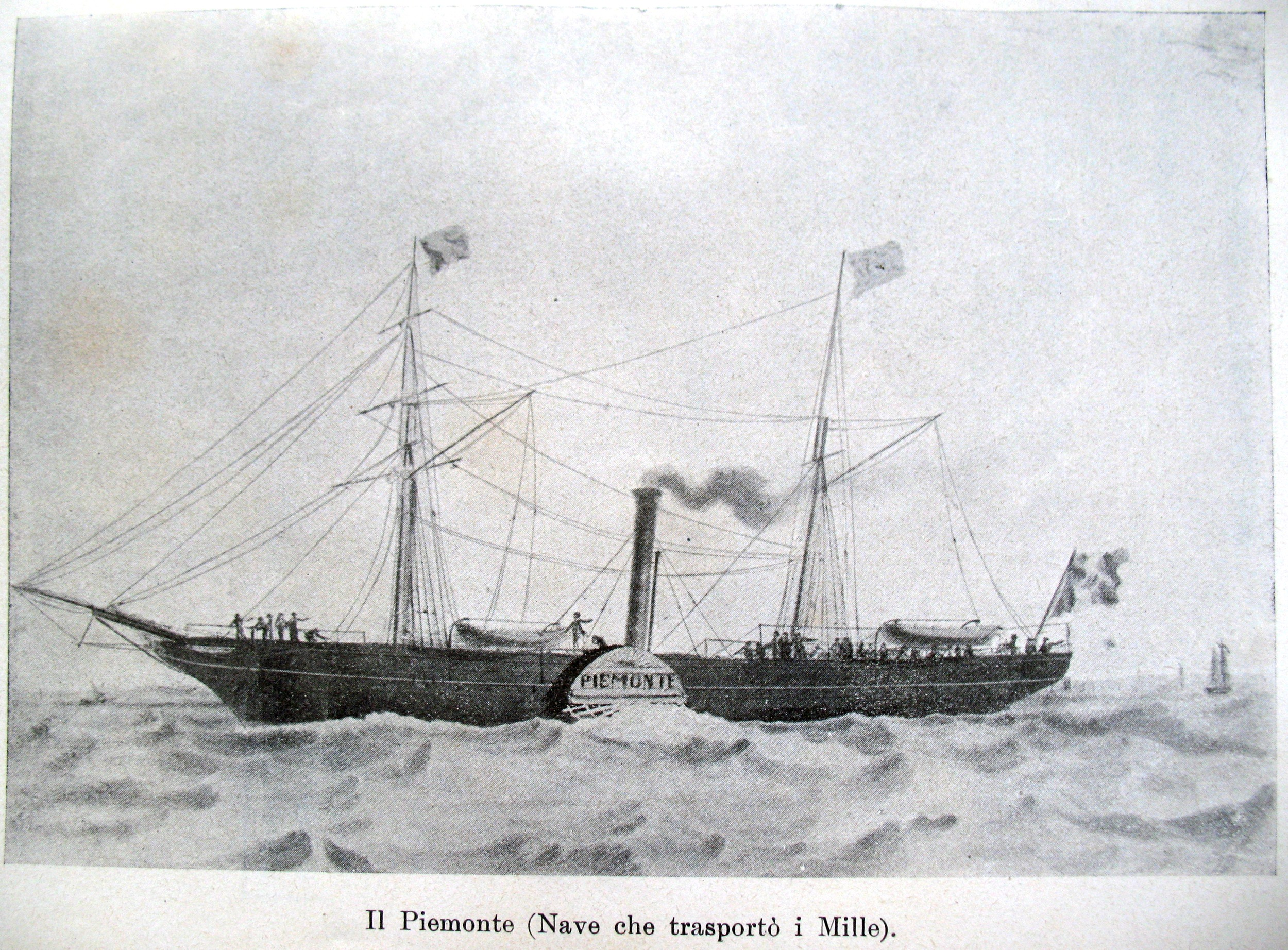
Il Piemonte, la più piccola delle due navi della spedizione, sulla quale si imbarcò Crispi.

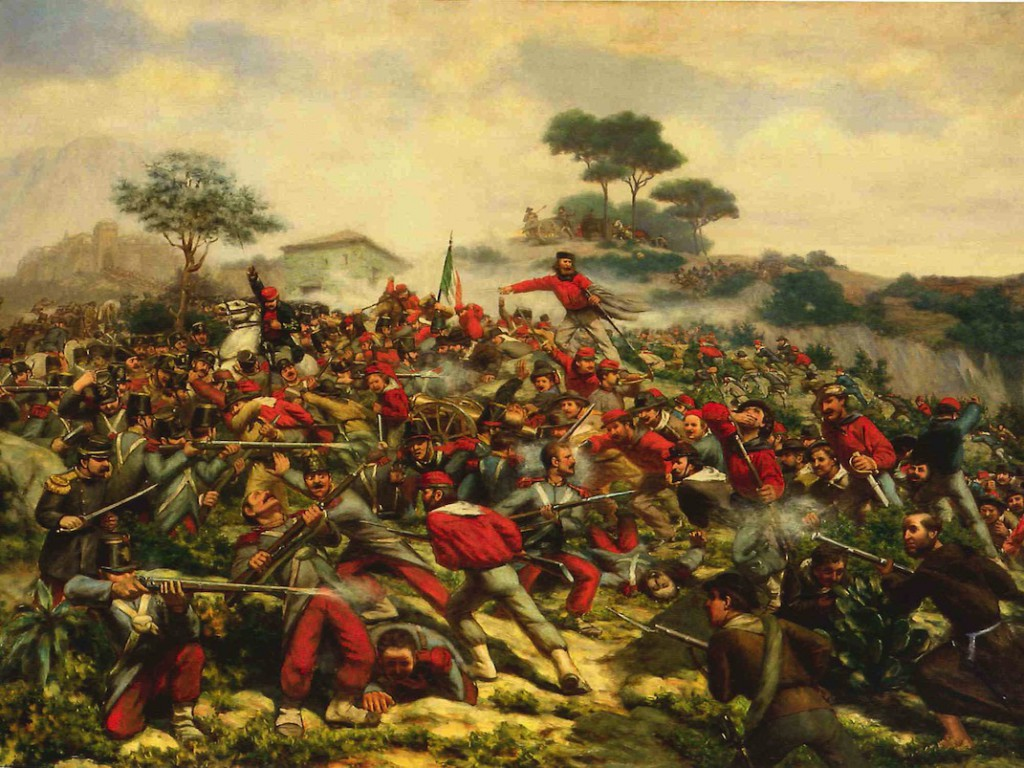
Crispi partecipò da civile alla battaglia di Calatafimi esponendosi al fuoco nemico per soccorrere i feriti.

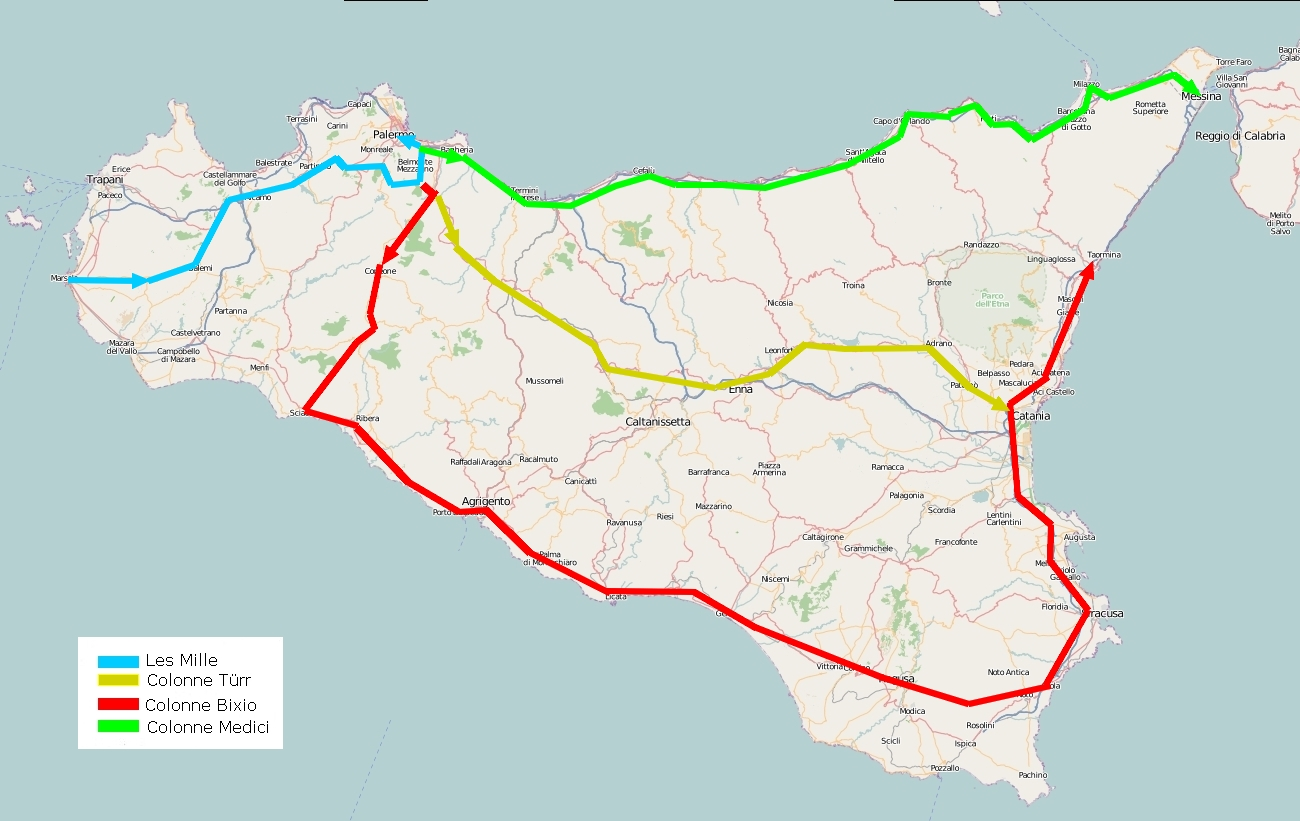
La conquista della Sicilia da parte dei garibaldini. In celeste il percorso dei Mille effettuato anche da Crispi.

Il fatto centrale della politica piemontese di quel periodo fu la scissione creatasi sulla questione italiana tra il conte di Cavour e i moderati da un lato, e Garibaldi e re Vittorio Emanuele II dall'altro. I moderati, infatti, temevano il potenziale rivoluzionario di Garibaldi e dei mazziniani e avevano paura di compromettere le relazioni con le potenze straniere, prima di tutte la Francia.
Intanto, Rose, la moglie di Crispi, aveva deciso di partecipare all'impresa, risultando l'unica donna a imbarcarsi con i Mille. La spedizione partì da Quarto il 6 maggio 1860. Crispi si imbarcò sulla più piccola delle due navi, il Piemonte, insieme con Garibaldi. L'11 maggio le imbarcazioni erano in vista di Marsala dove lo sbarco cominciò dopo le 12. Secondo alcuni testimoni, Crispi fu il primo a scendere a terra. Entrò in città con una squadra di 50 uomini e si assicurò il controllo dei punti strategici.
Da Marsala i Mille mossero verso est. A Salemi Crispi cominciò a formare il governo provvisorio. Presentò a Garibaldi un decreto che formalizzava la nomina del generale a “dittatore” e lo lesse dal balcone del municipio. Nei giorni successivi, i Mille (che intanto erano diventati circa 2.000) proseguirono la loro avanzata verso nord-est e la mattina del 15 maggio affrontarono i borbonici che bloccavano la strada per Palermo a Calatafimi. Durante la battaglia Crispi e la moglie soccorsero i numerosi feriti esponendosi al fuoco nemico.

#### Segretario di Stato in Sicilia

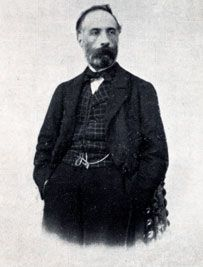
Crispi al tempo in cui fu nominato da Garibaldi segretario di Stato in Sicilia.

La vittoria dei Mille a Calatafimi dette all'impresa una notevole spinta. Garibaldi pensò che era venuto il momento di organizzare un'amministrazione efficiente: il 14 maggio si proclamò dittatore a Salemi e il 17 maggio 1860, ad Alcamo, creò la carica di Primo segretario di Stato, il cui compito era di proporre al dittatore le disposizioni necessarie contrassegnandone i decreti. Il primo a ottenere il mandato fu Crispi, il cui obiettivo fu quello di paralizzare le strutture borboniche locali e convincere i proprietari terrieri che l'alternativa a Garibaldi era il caos. Un decreto dello stesso giorno abolì l'imposta sul macinato e rese illegale la tassazione borbonica. Il giorno dopo un altro decreto istituì per tutti i reati la corte marziale secondo lo statuto militare penale e le leggi che erano state in vigore durante la rivoluzione siciliana del 1848-1849.
L'obiettivo di Garibaldi era ora Palermo: ripiegò su Piana dei Greci (oggi Piana degli Albanesi, a sud della città) dove arrivò il 24 maggio e rimase incerto sulla mossa successiva. Crispi lo esortò a proseguire verso est, su Misilmeri, unirsi alle squadre di Giuseppe La Masa e puntare su Palermo da sud-est. Il consiglio fu seguito e la notte del 26 maggio i garibaldini avanzarono sulla città. Il generale divise le squadre in tre gruppi, uno dei quali fu assegnato a Crispi che fece il suo ingresso nella periferia di Palermo con la pistola in pugno assieme ai suoi uomini.
Nel pomeriggio del 27 gran parte della città era insorta e Crispi poté dedicarsi a creare un governo provvisorio insediando un Comitato generale articolato in varie sezioni. Fu annunciato che il furto, l'omicidio e il saccheggio sarebbero stati puniti con la morte e si provvide alla nomina di nuovi capi della polizia e all'arresto dei vecchi funzionari borbonici, in alcuni casi anche per salvarli dal linciaggio.
Il comandante delle truppe borboniche, il generale Ferdinando Lanza, dopo un primo armistizio di 24 ore, chiese una proroga e Garibaldi il 31 maggio mandò a discuterne le condizioni Crispi che, in cambio di un'ulteriore tregua di tre giorni, ottenne tra l'altro la consegna del Banco regio. Il 6 giugno venne firmata la capitolazione.

#### Contro Cavour

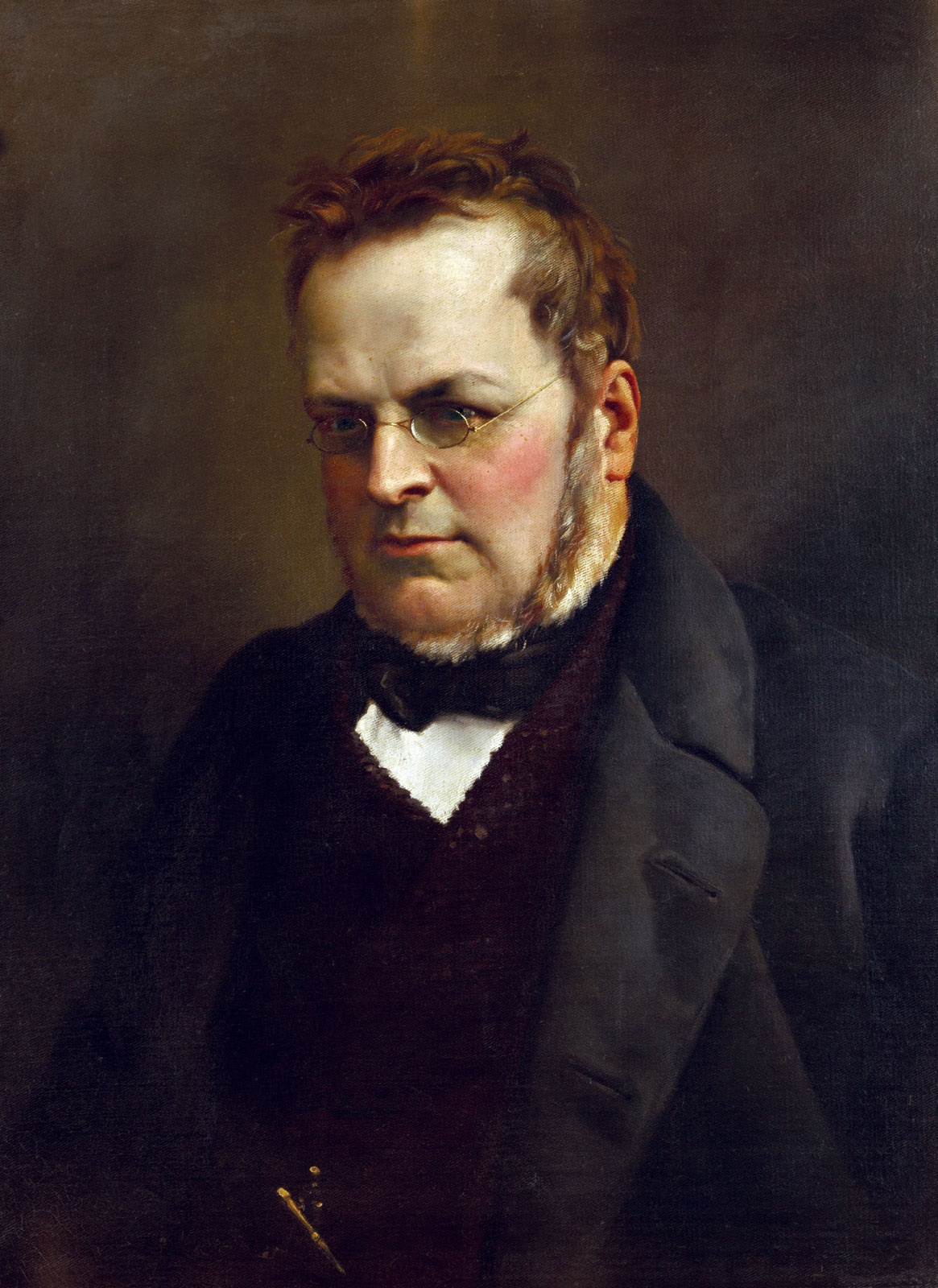
Cavour al contrario di Crispi auspicava l'immediata annessione della Sicilia al Regno di Sardegna.

Obiettivo di Crispi era ora l'unità della nazione attraverso il propagarsi dell'insurrezione. Il presidente del Consiglio piemontese Cavour, invece, voleva l'annessione della Sicilia al Regno di Sardegna e impedire che la rivoluzione si propagasse fino a Roma. Ciò perché lo Stato Pontificio era protetto dalla Francia, che era una potenza amica del Piemonte. Così, per controllare e rallentare l'azione di Garibaldi, Cavour spedì in Sicilia Giuseppe La Farina.
Non appena arrivato a Palermo, La Farina si impegnò a denigrare Crispi, già in difficoltà per aver esposto le sue idee anticlericali. D'altro canto l'aristocrazia siciliana sperava che, annessa subito al Piemonte, l'isola avrebbe potuto godere di un'autonomia di fatto. Il contrario di quello che auspicava Crispi che vedeva la Sicilia integrata solo in una nazione italiana. In grave difficoltà, quando il 23 giugno 1860 venne organizzata a Palermo un'importante manifestazione contro di lui, Crispi diede le dimissioni, confermandole nonostante il parere contrario di Garibaldi. Quest'ultimo a sua volta ordinò l'espulsione di La Farina dalla Sicilia.

Per consolidare le posizioni dei democratici, Crispi fondò allora un giornale, Il Precursore, che uscì agli inizi di luglio a Palermo. Il messaggio ai siciliani era chiaro, essi dovevano contribuire a liberare il resto degli italiani: 
(Crispi sul Precursore, luglio 1860, in Duggan, p. 238)
Il 7 settembre Garibaldi entrava a Napoli.

#### A Napoli contro il plebiscito

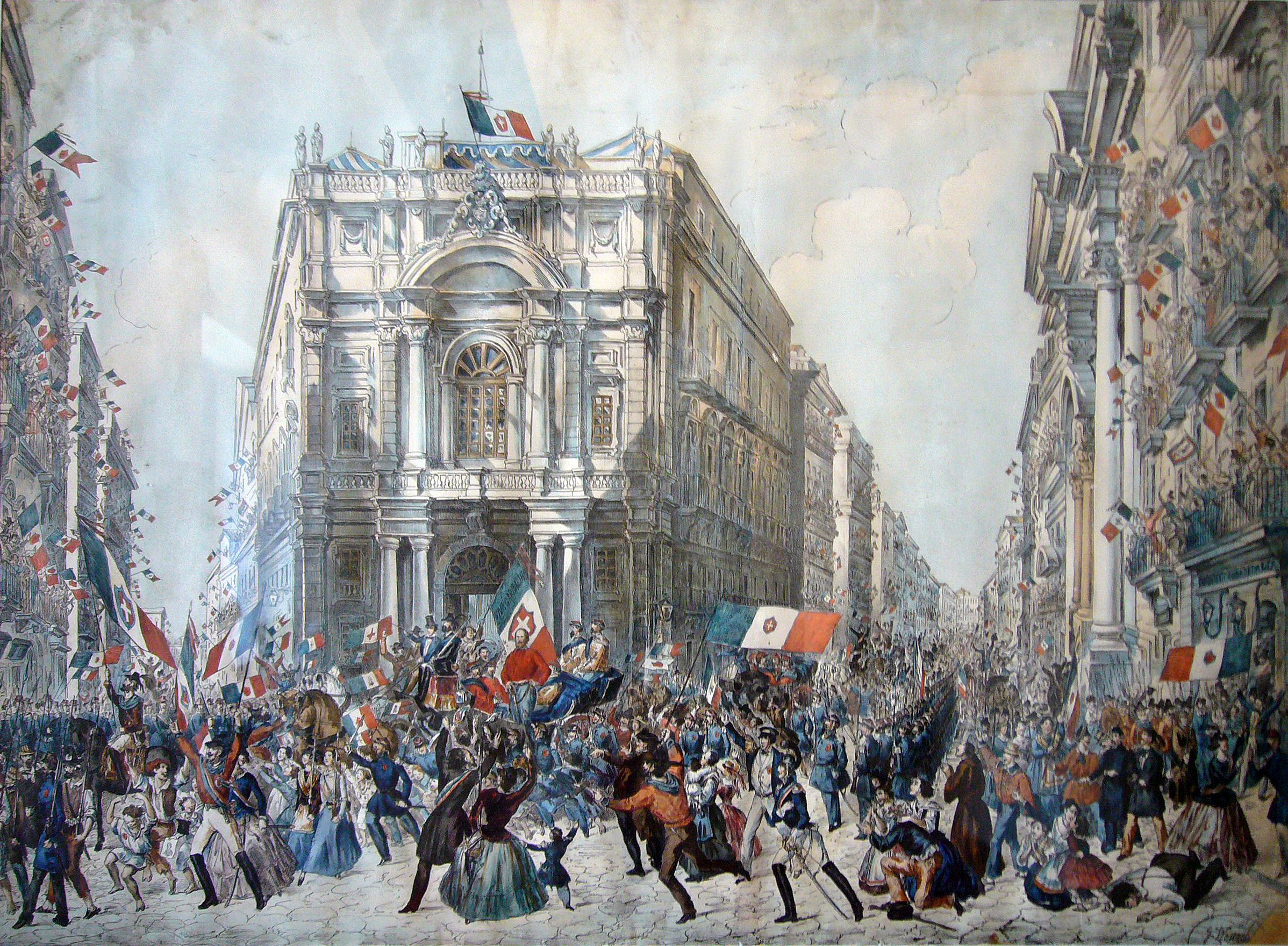
L'ingresso di Garibaldi a Napoli. Il palazzo di fronte è quello dove si svolse il 13 ottobre 1860 la riunione decisiva che portò al plebiscito avversato da Crispi.

A Napoli il governo provvisorio di Garibaldi era in gran parte nelle mani dei fedeli di Cavour. Crispi, che arrivò in città a metà settembre, insistette con il generale e ottenne di concentrare il potere nelle sue mani. Tuttavia, la spinta rivoluzionaria che aveva animato la spedizione andava affievolendosi, specie dopo la battaglia del Volturno. Per rafforzare la sua posizione presso Vittorio Emanuele II, Garibaldi nominò il 3 ottobre 1860 prodittatore di Napoli Giorgio Pallavicino, un sostenitore di casa Savoia. Costui definì subito Crispi incompatibile con la carica di Segretario di Stato.
Intanto Cavour aveva dichiarato che nell'Italia meridionale non avrebbe accettato altro che l'annessione incondizionata al Regno di Sardegna mediante plebiscito. Crispi, che aveva ancora la speranza di far proseguire la rivoluzione per riscattare Roma e Venezia, si oppose, proponendo di far eleggere al popolo un'assemblea parlamentare. A lui si affiancò (per motivi molto diversi) il federalista Carlo Cattaneo. Preso fra due fuochi, Garibaldi dichiarò che la decisione sarebbe spettata ai due prodittatori di Sicilia e di Napoli, Antonio Mordini e Pallavicino. Entrambi optarono per il plebiscito e Crispi, dopo la riunione decisiva del 13 ottobre di palazzo d'Angri, si dimise dal governo di Garibaldi.
Il 13 novembre 1860 Crispi diventò Maestro nella loggia massonica palermitana del Grande Oriente d'Italia “I Rigeneratori del 12 gennaio 1848 al 1860 Garibaldini”. Due anni dopo Crispi condusse la cerimonia di iniziazione di Garibaldi.

### La scelta monarchica (1861-1865)

#### Deputato del parlamento italiano

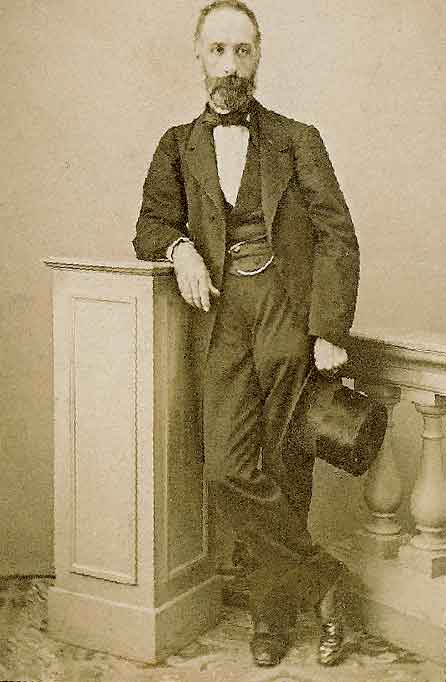
Crispi deputato del Regno d'Italia, nel 1861.

Il 27 gennaio 1861, prima ancora della nascita formale del Regno d'Italia, avvenuta il 17 marzo, si svolsero le elezioni politiche allargate ai rappresentanti dei territori appena annessi. Crispi si candidò a Palermo, dove gli fu preferito il moderato Vincenzo Fardella di Torrearsa. A sua insaputa, però, un ricco proprietario della provincia di Trapani, Vincenzo Favara, lo aveva candidato anche nel collegio di Castelvetrano, dove fu eletto.
Il nuovo parlamento tenne la sua prima seduta a palazzo Carignano, a Torino, il 18 febbraio 1861. Crispi occupò il seggio numero 58, posto all'estrema sinistra, nell'area dove si raggrupparono i circa cento deputati democratici dell'opposizione.

#### La rottura con Mazzini

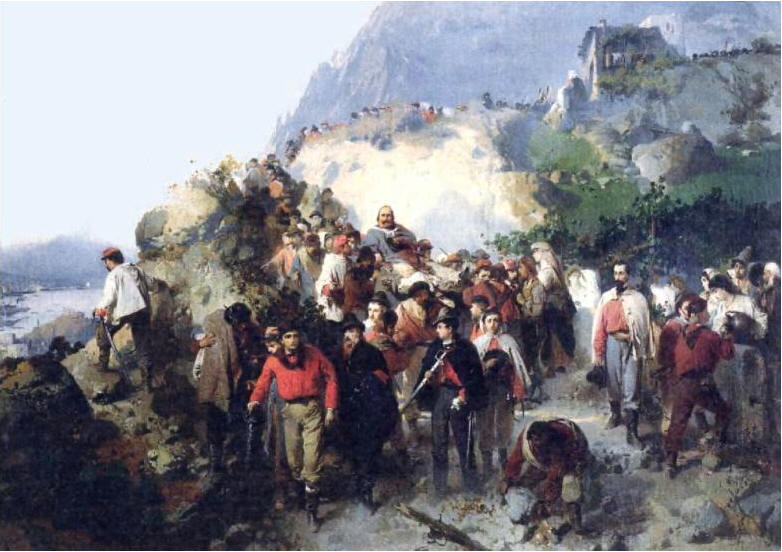
Garibaldi ferito dai soldati italiani sull'Aspromonte. L'episodio allontanò definitivamente Crispi dalle idee rivoluzionarie.

Il conflitto fra costituzionalismo e rivoluzione, che aveva avuto una tregua con la formazione dello Stato italiano, si riaccese quando, nel 1862, salì al potere come presidente del Consiglio Urbano Rattazzi, intenzionato a sottrarre Roma allo Stato Pontificio. Costui formò un governo di centro-sinistra al quale Crispi si rifiutò di partecipare per non rompere i rapporti con i suoi amici democratici.
Garibaldi era intanto sbarcato in Sicilia da dove sarebbe partita una spedizione verso Roma. A Torino Crispi cercò di contenere la protesta dei moderati, ma annunciò anche il suo sostegno all'impresa. Sbarcata in Calabria, la spedizione fu stroncata nella giornata dell'Aspromonte da Rattazzi, che ebbe timore di una reazione della Francia, ancora alleata dello Stato Pontificio.
Per Crispi questo episodio fu traumatico e lo portò a considerare più seriamente la strada del costituzionalismo, accrescendo la distanza che lo separava da Giuseppe Mazzini. Tale divergenza si accentuò nonostante la convenzione di settembre, un accordo del 1864 tra Italia e Francia, stipulato dal governo di Marco Minghetti. Tale accordo prevedeva l'allontanamento delle truppe francesi dallo Stato Pontificio. In cambio l'Italia rinunciava a Roma e si impegnava a trasferire la capitale da Torino a città da definirsi (sarà scelta Firenze).

Crispi espresse il suo dissenso per la rinuncia italiana a Roma. L'episodio aprì la questione della monarchia e il 18 novembre Crispi affermò che, malgrado la Convenzione, non avrebbe appoggiato l'idea repubblicana. Quello stesso giorno alla Camera dei deputati pronunciò la frase che sarebbe rimasta la sua più famosa e che fra i presenti suscitò sensazione e applausi: 
(Crispi, Camera dei deputati, 18 novembre 1864. In Duggan, p. 312)
La conseguenza fu un duro attacco di Mazzini che il 3 gennaio 1865 dalle pagine de L'unità italiana accusò Crispi di tradimento e opportunismo.

### La conquista di Roma (1865-1870)

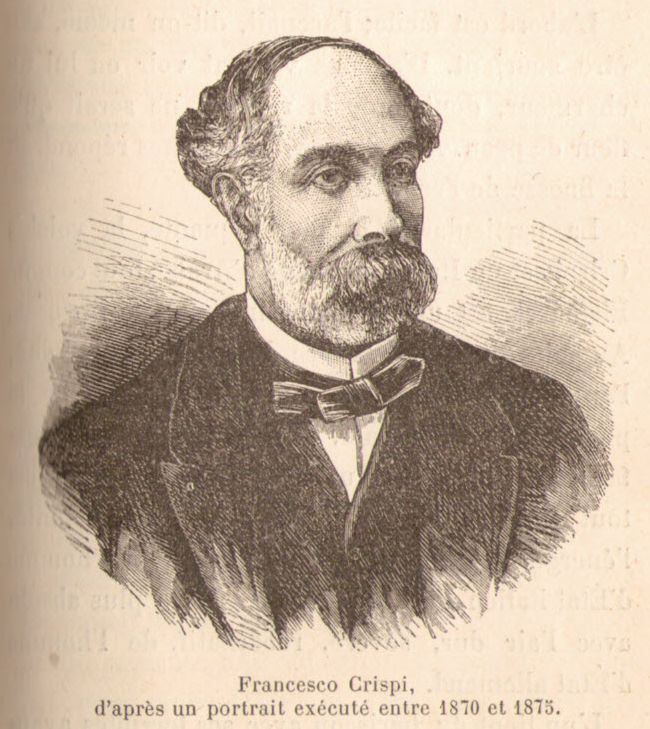
Crispi fu coinvolto nella fallita spedizione di Garibaldi per la conquista di Roma del 1867.

L'Italia prima della terza guerra di indipendenza e della presa di Roma.

Nel 1864, grazie alla sua professione di avvocato, Crispi stava diventando un uomo ricco.
Alle elezioni politiche svoltesi al termine dell'ottobre 1865 si candidò in quattro collegi e uscì vincente in due: Città di Castello e Castelvetrano. Il parlamento appena eletto, accantonata almeno momentaneamente la questione romana, dovette subito affrontare quella veneta, mentre l'alleanza italo-prussiana firmata l'anno dopo, precipitava gli eventi verso una guerra contro l'Austria. Crispi si dimostrò subito interventista.
Terminata la terza guerra di indipendenza con la cessione del Veneto all'Italia, Crispi accrebbe molto la sua stima per la Prussia e rafforzò la sua ostilità per Napoleone III colpevole, secondo lui, di aver incoraggiato l'intesa italo-prussiana allo scopo di intervenire contro i due alleati alle prime vittorie dell'Austria.
Sul fronte interno, intanto, nel febbraio 1867 Ricasoli perse la fiducia alla Camera, vennero indette nuove elezioni e Crispi fu eletto in due collegi: a Maglie e Castelvetrano. Forte di questo ulteriore successo, Crispi in primavera fondò La Riforma, che divenne il foglio della Sinistra patriottica e il cui primo numero uscì il 4 giugno.

#### Da Mentana a Porta Pia
In quel periodo Garibaldi manifestò ancora l'intenzione di conquistare Roma. Memore dell'Aspromonte, Crispi cercò di dissuaderlo, ma il generale veniva segretamente incoraggiato dal capo del governo Rattazzi e da Vittorio Emanuele II. Entrambi auspicavano infatti un'insurrezione di Roma che desse adito a Garibaldi di intervenire. Quando però fu chiaro che la sommossa non sarebbe scoppiata, il 24 settembre 1867, nel timore di un intervento francese a difesa dello Stato Pontificio, Garibaldi fu arrestato.

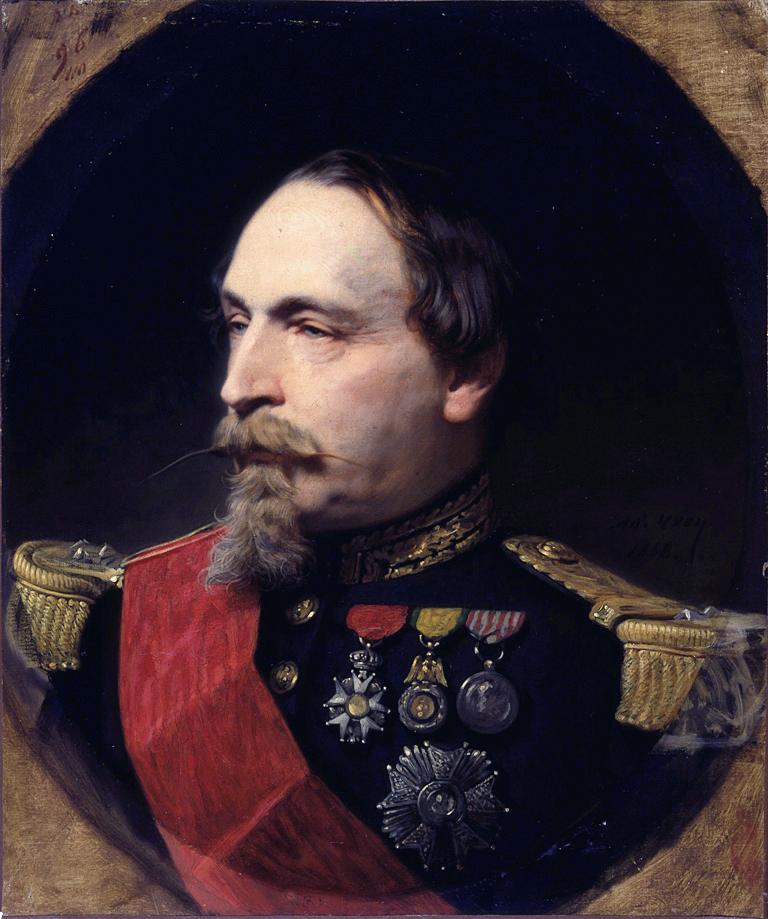
Crispi era profondamente ostile a Napoleone III di Francia, difensore dello Stato Pontificio.

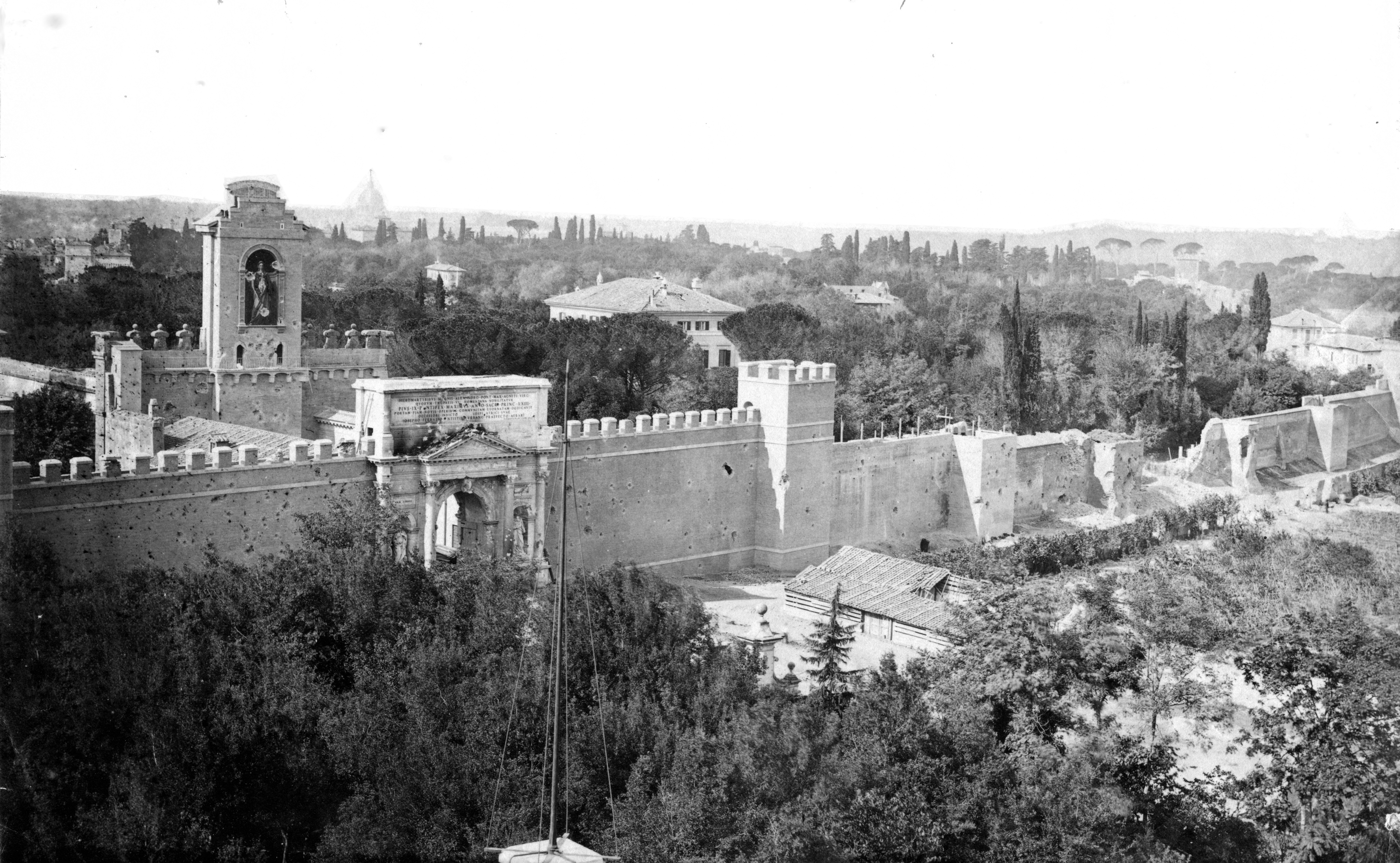
Porta Pia, a Roma, e la breccia (a destra) aperta dai cannoni italiani nel 1870. Per Crispi la presa di Roma fu un semplice atto di liberazione.

Crispi ottenne di non far imprigionare Garibaldi, ma di tenerlo in una sorta di esilio a Caprera. Nello stesso tempo, attraverso La Riforma, esortò i suoi lettori a non indietreggiare di fronte alla prospettiva di una guerra con la Francia. Segretamente alleato con Rattazzi, Crispi fece fuggire Garibaldi per incoraggiare un intervento militare del Re a sostegno dei liberali romani. Un proclama di Crispi e notizie della stampa parlavano ormai di rivoluzione a Roma (che in realtà non era scoppiata).
Vittorio Emanuele II esitò e Napoleone III ordinò l'imbarco di un corpo di spedizione per Civitavecchia contro i garibaldini. A questo punto il Re incaricò il generale Luigi Menabrea di formare un nuovo governo e condannò la spedizione di Garibaldi che il 3 novembre incontrò Crispi intenzionato ora a fermarlo. Il colloquio non portò a nulla e il giorno dopo il generale si scontrò con i francesi nella battaglia di Mentana venendo sconfitto.
L'occasione definitiva di conquistare Roma si presentò tuttavia nel 1870, quando, scoppiata la guerra franco-prussiana, Napoleone III fu sconfitto e catturato a Sedan. Tutto cambiò: le uniche perplessità rimanevano sulla veste politica da dare alla presa della città. Per Crispi si trattava di un atto di liberazione: non solo l'Italia non aveva bisogno di rivendicare Roma, perché le apparteneva di diritto, ma anche l'approvazione degli stessi romani era superflua, poiché, piacesse o meno, essi erano cittadini italiani.
Il 20 settembre, dopo un breve combattimento, Roma fu conquistata dalle truppe italiane che entrarono in città dalla breccia di Porta Pia. Qualche giorno dopo, Il 2 ottobre, si svolse il plebiscito che sancì l'annessione di ciò che rimaneva dello Stato Pontificio al Regno d'Italia.

### Difficoltà economiche e familiari (1870-1875)
Due mesi dopo la presa di Roma si svolsero le elezioni politiche. Crispi si candidò nuovamente e fu eletto sia a Castelvetrano che a Tricarico, optando per questo secondo seggio.
Nell'autunno del 1871 il parlamento si trasferì a Roma. Crispi iniziò ad attraversare un periodo difficile: il matrimonio con Rose Montmasson era in crisi, economicamente le cose andavano male per i debiti contratti a causa de La Riforma e di un cattivo acquisto immobiliare a Firenze. I suoi discorsi alla Camera divennero più rari e avevano come oggetto la pochezza delle riforme e la mancanza di progetti politici.
Nell'agosto del 1871 si era inoltre innamorato di una vedova trentenne, Filomena (Lina) Barbagallo, ma fra il 1871 e il 1872 aveva anche avuto una relazione con Luisa Del Testa, dalla quale ebbe un figlio, Luigi. Nell'ottobre del 1873 ebbe una figlia anche da Lina, la piccola Giuseppa Ida Marianna, con la quale si dimostrò un padre molto affettuoso.
I rapporti con Rose erano intanto divenuti tesissimi e Crispi, che aveva già denunciato come non valido il loro matrimonio a Malta, riuscì alla fine del 1875 a trovare un accordo. In cambio di un assegno annuale Rose riconobbe di non essere mai stata legalmente sposata e andò via.

### I primi incarichi (1876-1878)

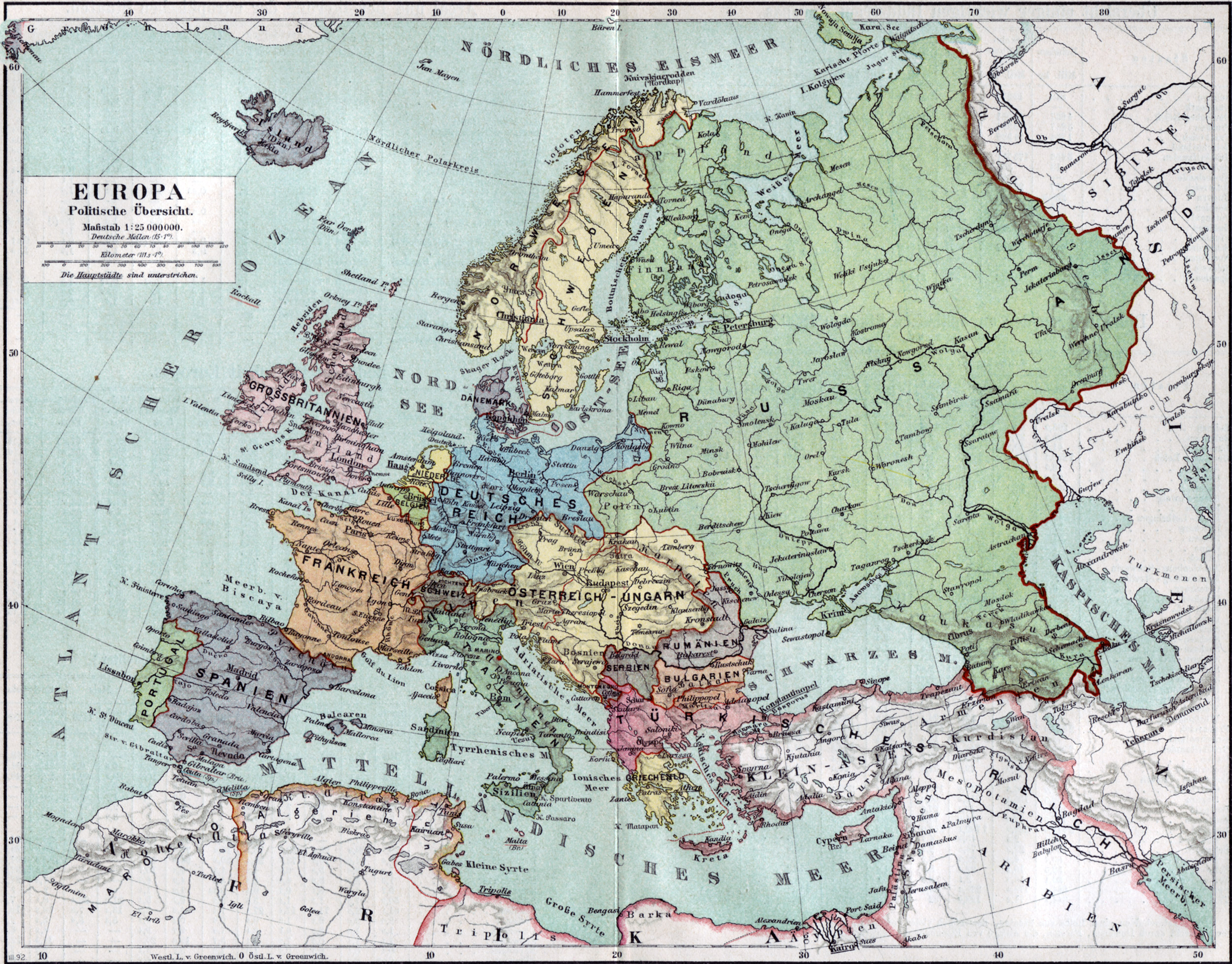
L'Europa al tempo del viaggio di Crispi quale presidente della Camera.

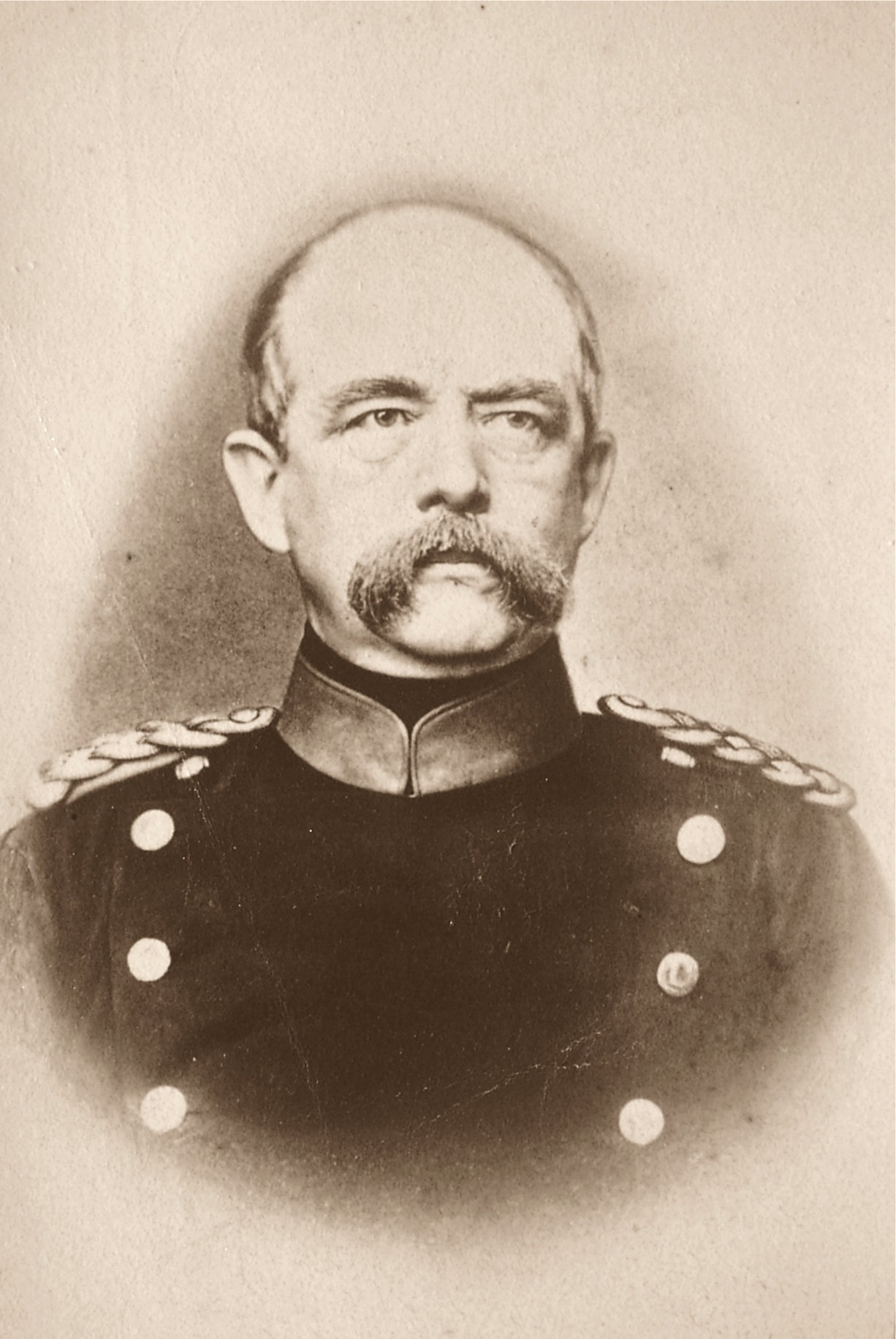
Nel 1877 Bismarck accolse la proposta di Crispi di un'intesa italo-tedesca contro la Francia, ma poi il governo italiano vi rinunciò.

Dopo la schiacciante vittoria elettorale della Sinistra alle elezioni del 1876, il 21 novembre Crispi fu eletto presidente della Camera e, allo scoppio del conflitto russo-turco, fu incaricato di sondare a Berlino la possibilità di una guerra in comune di Italia e Germania contro l'Austria (per acquisire territori subalpini) o contro la Francia. Poiché la missione doveva rimanere segreta si pensò, per confondere le acque, di estendere il viaggio anche ad altre capitali.

#### Il viaggio in Europa
Con l'assenso sia di Vittorio Emanuele II che del presidente del Consiglio Agostino Depretis, Crispi lasciò Roma il 24 agosto 1877. La prima tappa fu Parigi, poi si diresse a Berlino e il 17 settembre raggiunse il Cancelliere tedesco Otto von Bismarck presso la stazione termale di Gastein, in Austria. I due discussero della proposta italiana e Bismarck si dichiarò subito contrario a qualsiasi accordo contro l'Austria, mentre si dimostrò favorevole ad un'intesa contro la Francia e acconsentì a parlarne con l'imperatore Guglielmo I.
Tornato a Berlino, il 24 Crispi vide di nuovo il Cancelliere che gli confermò il suo interesse per un'alleanza sia offensiva, che sarebbe scattata nel caso la Francia avesse mobilitato l'esercito, sia difensiva. La tappa seguente fu la Gran Bretagna, tornò poi a Parigi, l'11 ottobre partì per Vienna e il 25 era di ritorno a Torino.
Il risultato più importante del suo viaggio fu l'offerta di Bismarck di un'alleanza antifrancese, che il governo italiano alla fine ignorò. Ciò spinse il Cancelliere tedesco a indirizzare le mire della Francia dall'Alsazia e la Lorena verso il Mediterraneo e la Tunisia, territorio al quale anche l'Italia era interessata.

#### Ministro dell'interno per qualche mese
Caduto il primo governo Depretis nel dicembre del 1877 anche per scorrettezze del ministro dell'interno Giovanni Nicotera, Vittorio Emanuele II riaffidò l'incarico a Depretis. Quest'ultimo volle sostituire Nicotera con Crispi, che accettò nella speranza di ricucire i rapporti fra le diverse anime della Sinistra.

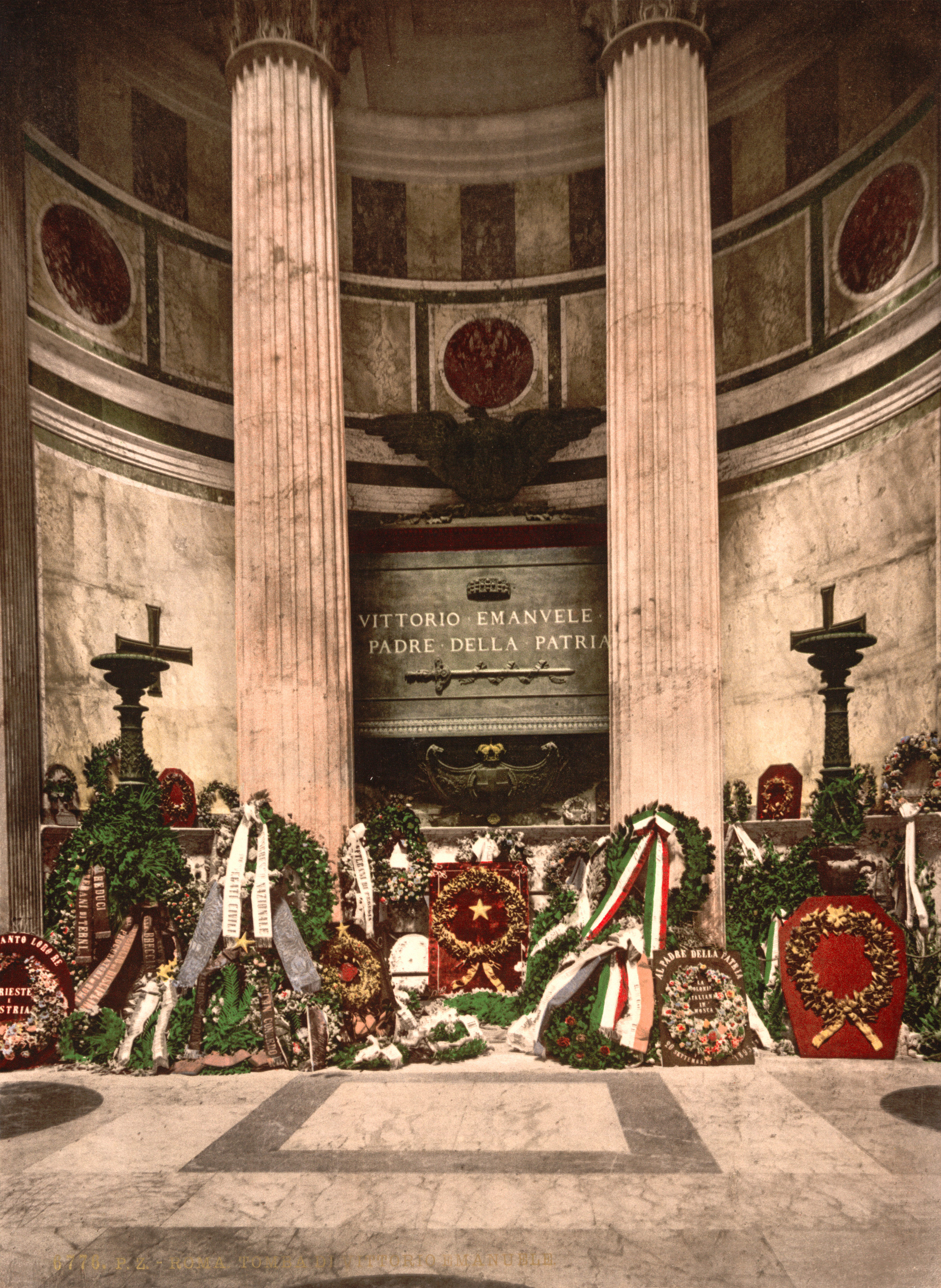
La tomba di Vittorio Emanuele II, che Crispi volle al Pantheon.

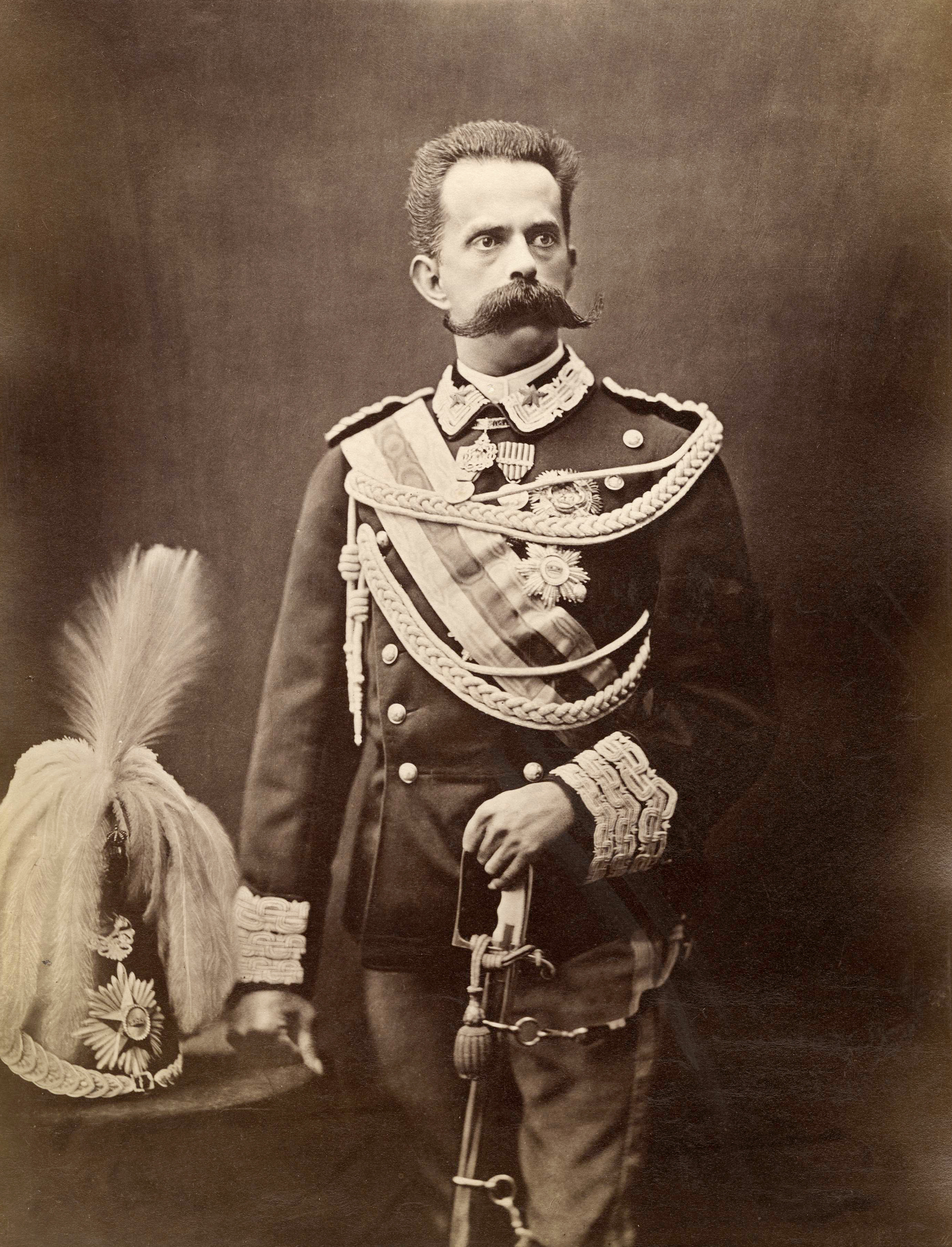
Crispi ottenne che il nuovo re d'Italia avesse il nome di Umberto I e non, in continuità con i sovrani di Sardegna, di Umberto IV.

Il nuovo governo si insediò il 26 dicembre e Crispi dovette occuparsi dell'ordine pubblico in merito alla morte e ai funerali di Vittorio Emanuele II e di Pio IX. Chiese e ottenne che il Re fosse sepolto a Roma invece che a Torino (come d'abitudine per i sovrani di Casa Savoia) e insistette per accogliere la sua tomba al Pantheon, preferendo questo a qualsiasi altro monumento del cattolicesimo romano. Il funerale fu organizzato in modo tale che a Roma si riversarono circa 200.000 persone e l'ordine fu perfetto. Crispi si adoperò inoltre affinché al nuovo sovrano venisse assegnato il nome di Umberto I e non di Umberto IV, come volevano gli ambienti piemontesi per sottolineare la continuità con i monarchi del Regno di Sardegna.
Deceduto il 7 febbraio 1878 anche Pio IX, Crispi assicurò il regolare svolgimento del conclave, vietando qualsiasi manifestazione dell'estrema Sinistra. Inoltre, su richiesta del Vaticano, inviò la polizia in piazza San Pietro per impedire disordini durante l'esposizione del corpo di Pio IX e durante i suoi funerali.

#### L'accusa di bigamia
Tali successi non impedirono agli avversari politici di Crispi, fra cui Nicotera, di screditarlo. L'occasione si presentò quando Crispi, il 26 gennaio 1878, sposò a Napoli Lina Barbagallo. Dai suoi avversari fu rintracciato a Malta il suo certificato di matrimonio con Rose Montmasson e il 27 febbraio il giornale di Rocco de Zerbi, Il Piccolo, pubblicò un articolo che accusava il ministro dell'interno di bigamia. Lo scandalo scoppiò e Crispi tentò di resistervi, ma quando le pressioni, anche dalla corte, divennero schiaccianti, il 6 marzo fu costretto a dimettersi. Due giorni dopo anche l'intero governo capitolò.
Crispi affidò la faccenda al procuratore regio di Napoli, il quale concluse che l'accusa di bigamia era priva di fondamento: il sacerdote che aveva officiato a Malta non era autorizzato a celebrare matrimoni, l'atto presente nei registri parrocchiali non era stato regolarmente firmato, e Crispi non aveva registrato il matrimonio entro tre mesi dal suo arrivo in Sicilia nel 1860 come prevedeva il codice civile borbonico. La sostanza della colpa non era però giuridica e Crispi rimase responsabile di aver condotto una vita familiare irregolare. A corte tutti gli furono ostili e la sua carriera politica sembrò finita.

### Gli anni dell'isolamento (1878-1887)

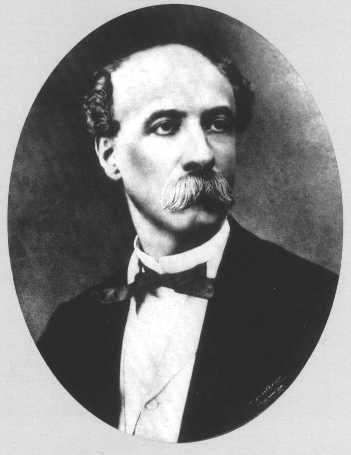
Dopo l'accusa di bigamia del 1878 Crispi attraversò un periodo di isolamento politico.

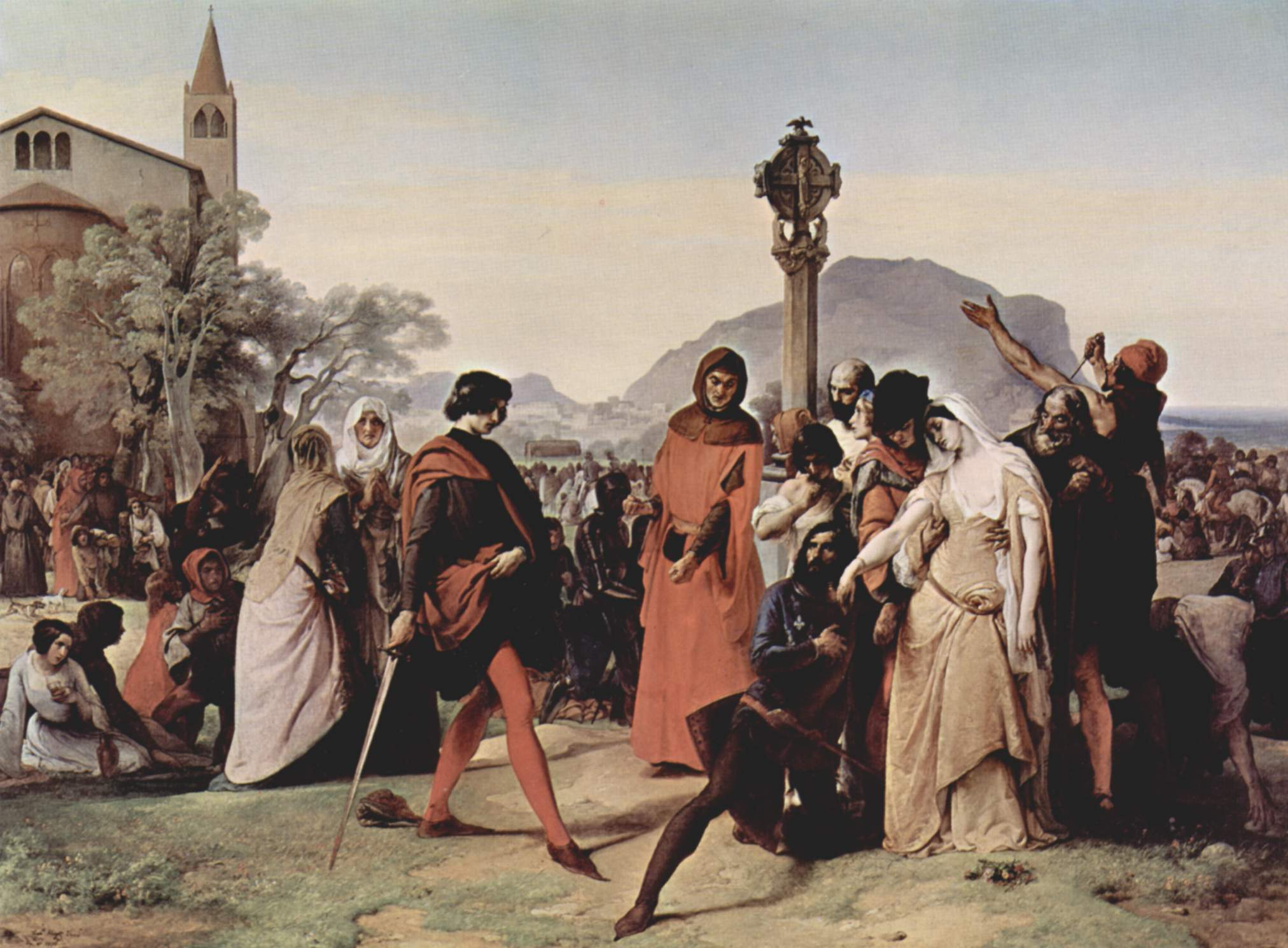
I Vespri siciliani. Nel 1882 Crispi organizzò una grande manifestazione in occasione del 600º anniversario della rivolta antifrancese.

Dopo lo scandalo la posizione politica di Crispi si indebolì. Nel 1879, di fronte alla volontà del parlamento di discriminare il Mezzogiorno in materia di tassa sul macinato, Crispi decise di prenderne fisicamente le distanze e si ritirò a Napoli. Ma nel novembre del 1880 era di nuovo a Roma ad accusare il terzo governo Cairoli di debolezza di fronte alla penetrazione della Francia in Tunisia, territorio autonomo dell'Impero ottomano, al quale anche l'Italia aspirava. Non fu ascoltato e nell'aprile 1881 l'esercito francese invase la Tunisia. L'episodio convinse ancora di più Crispi che la Francia fosse irrimediabilmente ostile all'Italia.
Dimessosi Benedetto Cairoli e tornato al potere Depretis, nel giugno 1881 arrivò alla Camera il disegno per la modifica della legge elettorale. Crispi era per il suffragio universale maschile e il suo suggerimento che tutti i maschi adulti la cui alfabetizzazione fosse stata attestata da un notaio potevano votare, fu accettato. Uno sbarramento di censo rimase, ma grazie al punto sostenuto da Crispi quasi mezzo milione di italiani (oltre il 20% del corpo elettorale) acquisì il diritto di voto.

Conseguenza del suffragio allargato fu la sensazione che l'Italia stesse entrando in un periodo di instabilità. Questo fattore e quello dell'isolamento in campo internazionale la portarono a concludere nel maggio 1882 la triplice alleanza con Germania e Austria. Crispi non partecipò alla negoziazione dell'intesa, ma contribuì a prepararne il terreno grazie a La Riforma e ad una manifestazione che organizzò a Palermo in occasione del seicentesimo anniversario dei Vespri siciliani, la rivolta antifrancese del 1282. In questa occasione, nel discorso del 31 marzo disse: 
(Crispi, discorso del 31 marzo 1882. In Duggan, p. 503)
La stampa francese non ebbe dubbi sul significato della celebrazione di Crispi e la condannò aspramente.

#### La crisi egiziana e il viaggio a Londra

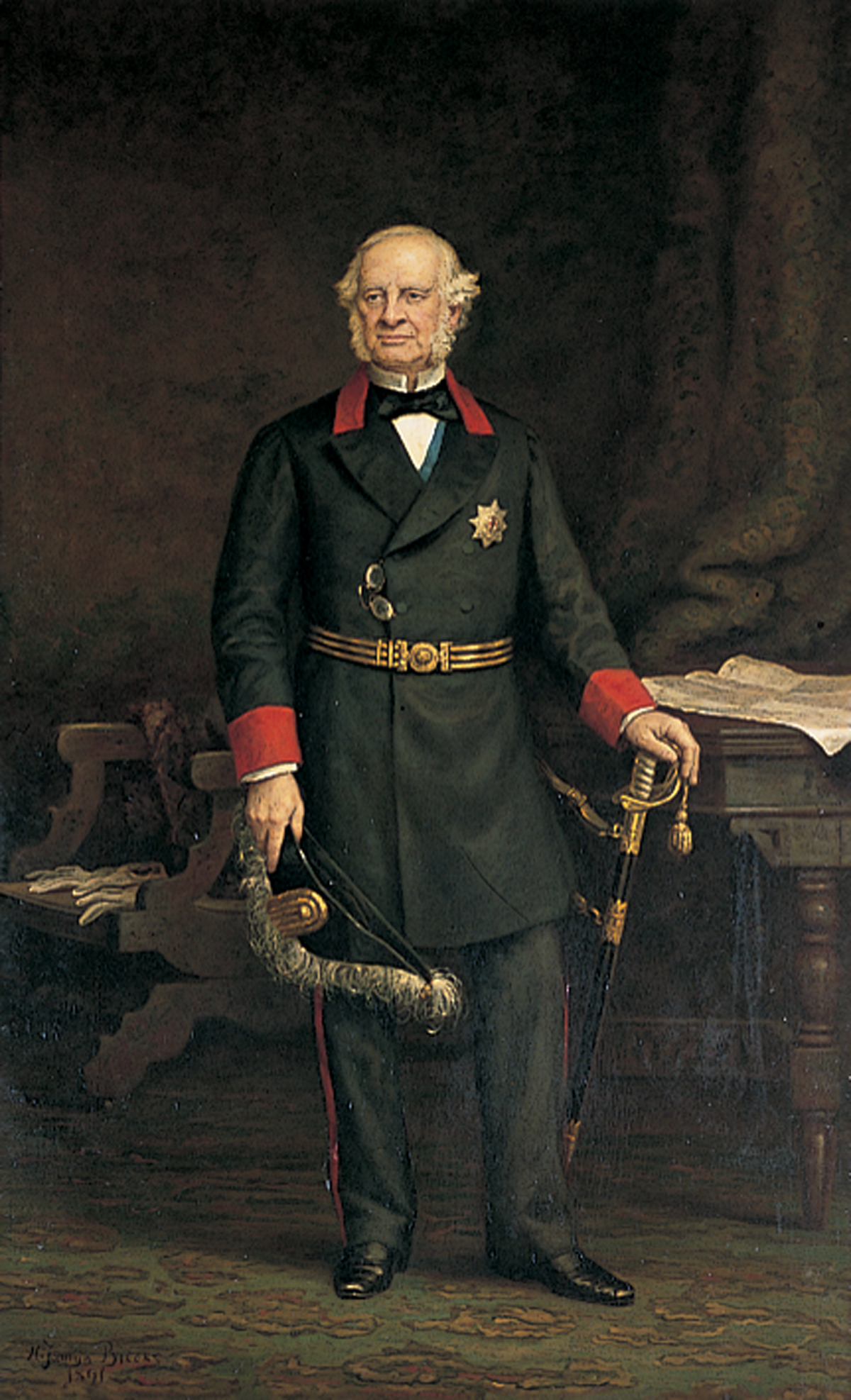
Il ministro britannico Granville e Crispi si adoperarono per un contributo italiano alla spedizione in Egitto, ma Depretis declinò l'invito.

Occupata la Tunisia dai francesi, nel 1882 Crispi pose l'attenzione su di un altro paese dell'Africa: l'Egitto. Qui gli inglesi e i francesi vedevano in pericolo i loro interessi a causa delle proteste popolari.
Crispi decise di partire per un viaggio a Londra con l'intenzione di dare all'Italia un ruolo nella imminente spedizione militare e conseguire qualche risultato politico. Il ministro degli Esteri Pasquale Stanislao Mancini del governo Depretis non sollevò obiezioni e consegnò una lettera di presentazione a Crispi che lo accreditava come “insigne rappresentante della nazione”. 
Crispi partì il 10 luglio e, dopo una tappa a Berlino nella quale si assicurò che l'alleata Germania non avesse nulla in contrario alla sua iniziativa, si imbarcò per l'Inghilterra. Prima che raggiungesse Londra, l'ambasciata inglese a Berlino comunicò al suo governo che l'Italia voleva partecipare ad un corpo di spedizione in Egitto. Il Primo ministro britannico Gladstone, che ambiva ad un'azione europea, ne fu entusiasta e diede istruzioni al suo ministro degli Esteri Granville. Quando però costui si informò presso il governo italiano, la risposta di Mancini fu negativa e Crispi lo venne a sapere solo a Londra. Profondamente deluso dalla decisione del governo, Crispi a settembre denunciò «la politica internazionale borghese ed imbelle» di Mancini e Depretis.

#### La Pentarchia

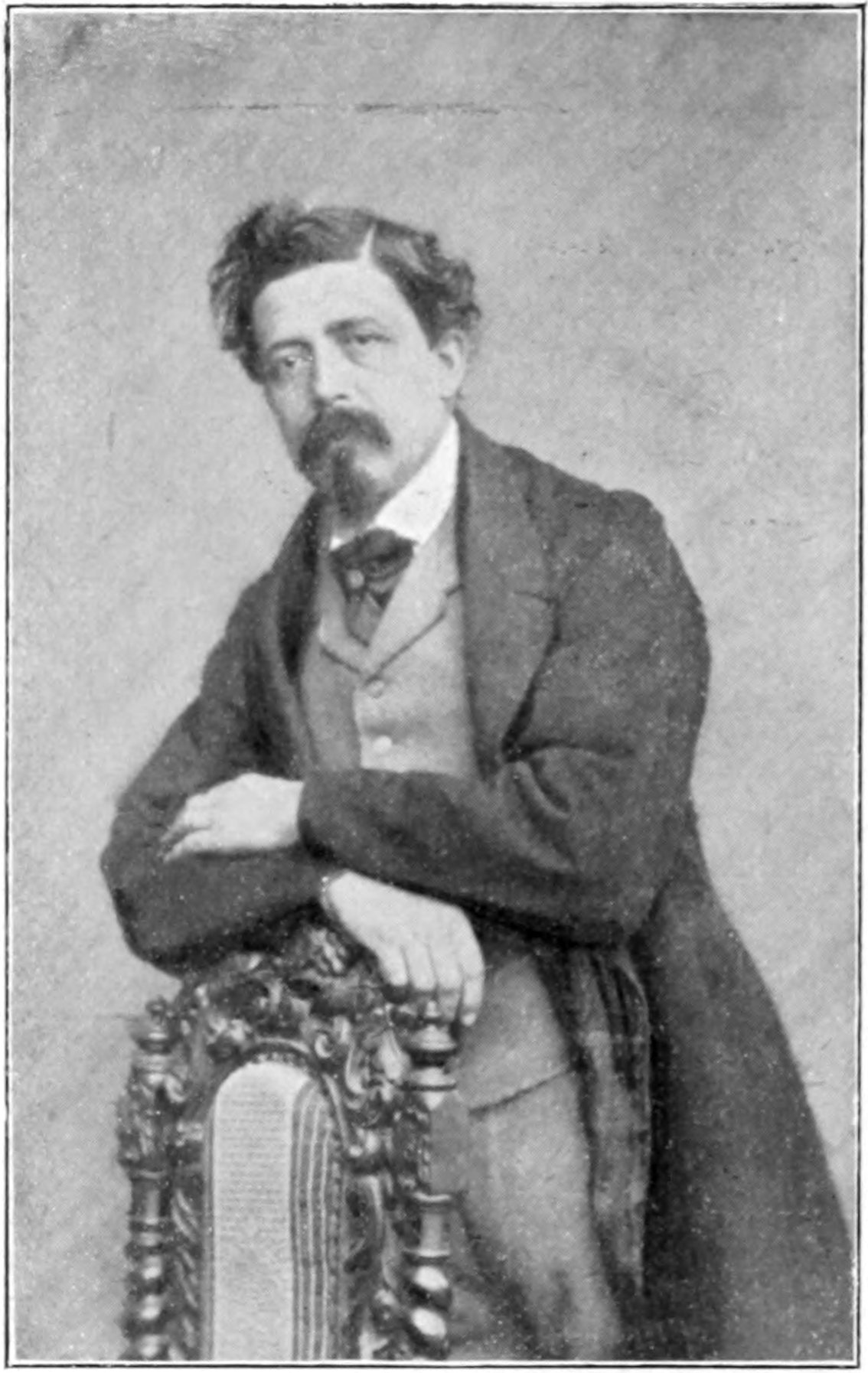
Benedetto Cairoli fu uno dei fondatori, con Crispi, della Pentarchia.

In politica interna, intanto, l'introduzione della riforma elettorale aveva fatto temere che gli estremisti potessero avere buon gioco sui nuovi elettori. Il capo della Sinistra Depretis e quello della Destra Marco Minghetti cominciarono così una politica di collaborazione. Era la politica del trasformismo, avversata da Crispi che aveva sempre invocato il bipartitismo sul modello inglese. Oltre a lui, a Sinistra si rifiutarono di seguire Depretis, Cairoli, Nicotera, Giuseppe Zanardelli e Alfredo Baccarini. Nell'estate del 1883 questi cinque personaggi avviarono un movimento politico che fu chiamato la “Pentarchia”.
Il nuovo partito era, però, abbastanza fragile: Crispi, Nicotera e Zanardelli erano uomini litigiosi e con una forte personalità. Anche le divergenze politiche creavano problemi, soprattutto in tema di affari esteri, di protezionismo e di riforma fiscale. Proprio la politica estera era infatti una tra le principali preoccupazioni di Crispi, che nel maggio 1885 criticò l'iniziativa del governo di inviare un contingente militare a Massaua, un porto sulla costa eritrea di cui mise in discussione l'importanza strategica.
I temi principali della campagna elettorale del 1886 di Crispi furono la questione sociale e quella morale. Il voto del 23 e 30 maggio vide la Camera divisa più o meno a metà. La maggioranza contava su circa 285 deputati e l'opposizione su 225, fra cui 145 deputati della Pentarchia.
La maggioranza era più debole di prima e dopo l'episodio di Dogali, durante il quale in Eritrea una colonna di soldati italiani fu sterminata dagli etiopi, l'8 febbraio 1887 il presidente del Consiglio Depretis si dimise. Costui, anziano e malato, dopo il nuovo incarico di Umberto I offrì a Crispi il ministero dell'interno. Crispi accettò alla condizione di accogliere Zanardelli nel governo e un non moderato al ministero della Pubblica istruzione. Fu esaudito su entrambi i punti: Zanardelli ebbe l'incarico di ministro della Giustizia e Michele Coppino fu chiamato alla Pubblica istruzione. Dopo nove anni Crispi era di nuovo al potere e tutto faceva pensare che sarebbe divenuto il successore di Depretis.

### Il primo e il secondo governo Crispi (1887-1891)

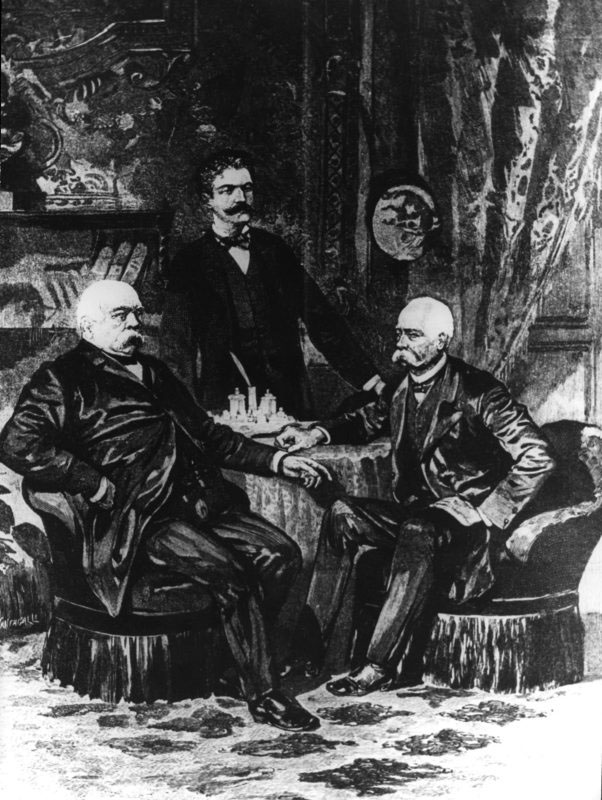
L'incontro di Friedrichsruh del 1887 fra Bismarck (a sinistra) e Crispi (a destra) avvicinò ulteriormente Germania e Italia.

Alla morte di Depretis, avvenuta il 29 luglio 1887 re Umberto I chiese a Crispi di prendere l'interim del ministero degli Esteri. Crispi accettò e il 7 agosto fu nominato presidente del Consiglio, divenendo il primo capo del governo di origine meridionale. Il Re lo preferì per il suo appoggio alla triplice alleanza e per la sua convinzione di allestire un esercito forte, benché la sua mancanza di moderazione fosse un motivo d'allarme.

#### La visita a Bismarck del 1887
Nel nuovo esecutivo, Crispi riuscì a tenere per sé anche il ministero dell'interno e quello degli Esteri. Forte di questa concentrazione di poteri, il 30 settembre 1887 incontrò Bismarck a Friedrichsruh (presso Aumühle, dove il Cancelliere aveva delle proprietà). I due discussero degli equilibri internazionali e Crispi auspicò la sopravvivenza dell'Impero ottomano o, in alternativa, la creazione di regioni autonome dai suoi possedimenti in Europa. Propose inoltre per la triplice alleanza una convenzione militare da attivarsi in caso di guerra, sulla quale Bismarck si dichiarò d'accordo. Quanto all'Africa, si disse contrario alla guerra con l'Etiopia e accolse il consiglio di Bismarck di rivolgersi alla Gran Bretagna quale mediatrice.
Il viaggio ebbe un valore politico notevole: la stampa francese si lanciò in congetture sul significato della visita e il tono dei commenti fu ostile. Anche la Russia reagì con grande irritazione. In Italia, invece, Umberto I si rivelò entusiasta per la prospettiva di un piano militare con la Germania.

#### La riforma dell'amministrazione dello Stato
Il più importante disegno di legge del periodo fu il “Riordinamento dell'amministrazione centrale dello Stato”, con cui Crispi desiderava rafforzare la figura del capo del governo. Già il 4 settembre 1887 aveva costituito la Segreteria della presidenza del Consiglio, i cui compiti erano quelli di rivedere i decreti legge prima che arrivassero in parlamento e di tenere costantemente informato il presidente sullo stato della nazione.

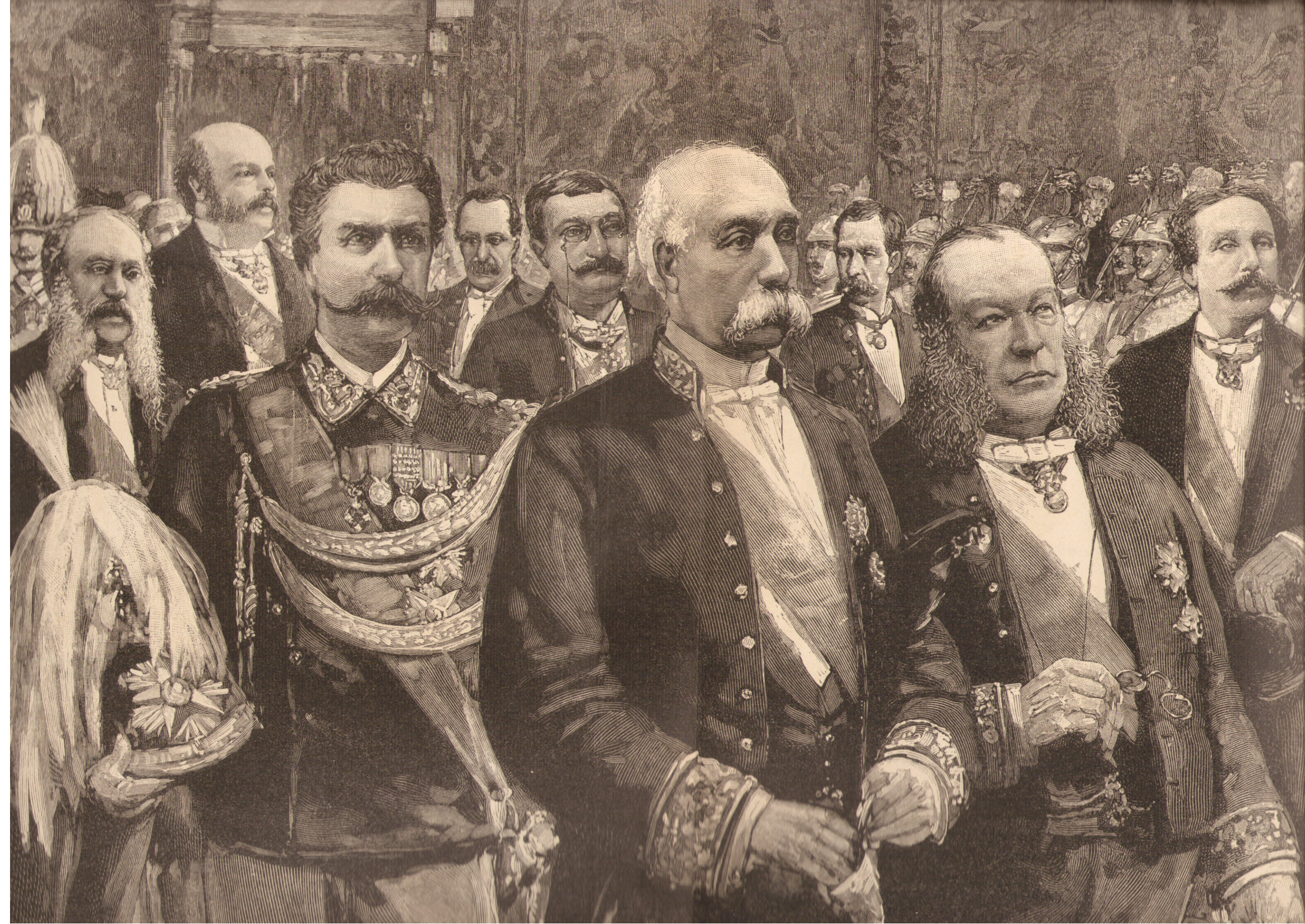
Crispi e i suoi ministri al Quirinale nel Capodanno del 1888. Alla sinistra di Crispi il ministro delle finanze Agostino Magliani; subito dietro, il ministro della Guerra Ettore Bertolè Viale.

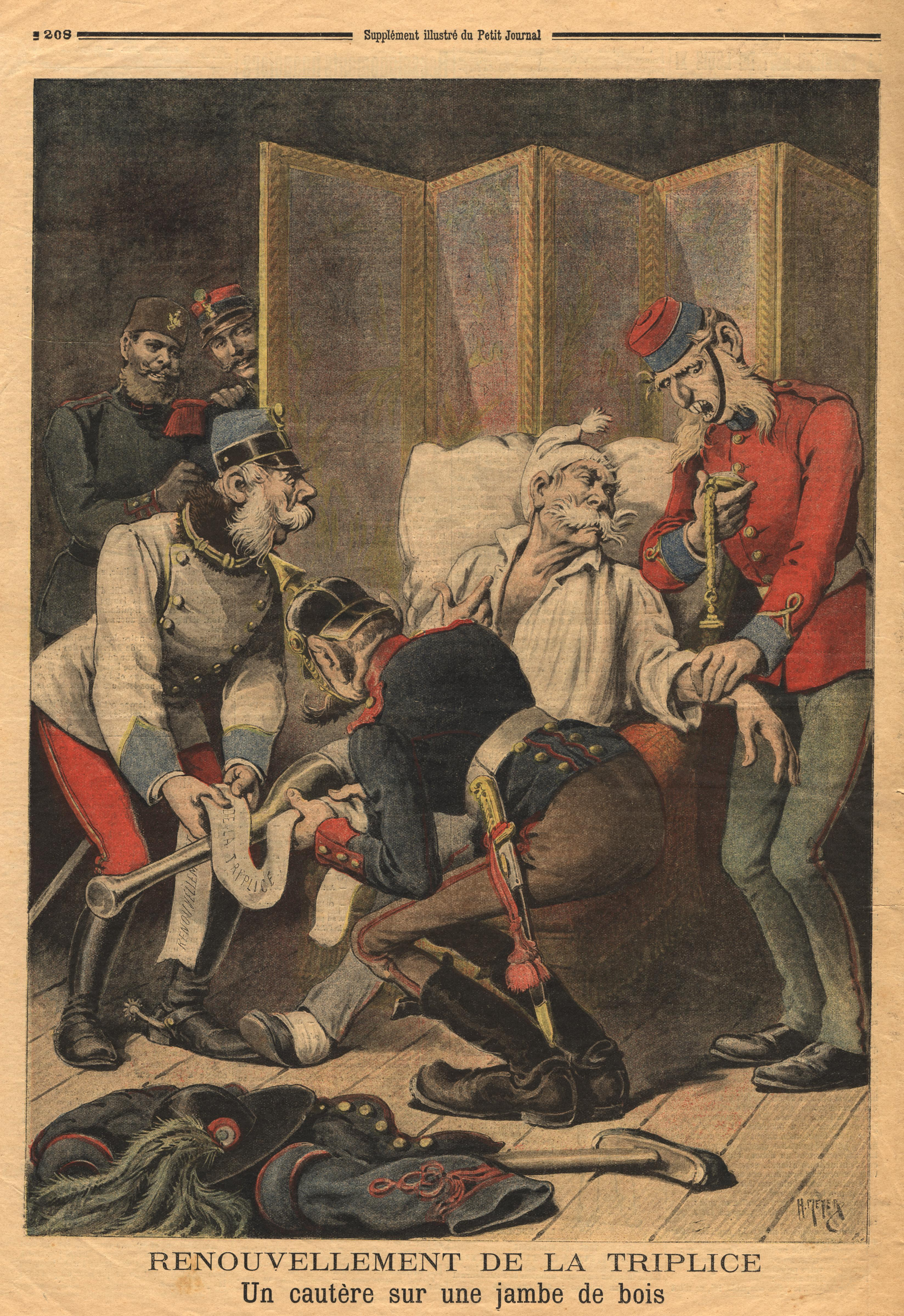
La stampa francese ironizza sulla Triplice alleanza e sulla debolezza dell'Italia che non a caso ha il volto di Crispi.

Il disegno di legge mirava a separare i ruoli dell'esecutivo da quelli del parlamento, cercando di svincolare il primo dai giochi politici del secondo. Il primo punto del disegno dava all'esecutivo il diritto di decidere sul numero e le funzioni dei ministeri. La prospettiva era inoltre quella di mantenere il Re (che lo Statuto Albertino metteva a capo dell'esecutivo) libero di decidere sull'organizzazione dei vari dicasteri. Il secondo punto prevedeva l'istituzione dei sottosegretari, che avrebbero dovuto aiutare i ministri e, nello stesso tempo, fare loro da portavoce in parlamento. Nonostante gli oppositori, la legge fu approvata il 9 dicembre 1887 alla Camera e due mesi dopo al Senato.

#### Gli accordi militari con Germania e Austria
Dopo l'incontro di Friedrichsruh tra Crispi e Bismarck, quest'ultimo aveva suggerito al governo britannico di intercedere presso l'Etiopia affinché re Giovanni IV potesse arrivare alla pace con l'Italia. In questo modo l'esercito italiano sarebbe potuto rimanere in Europa. Il Primo ministro inglese Salisbury accettò e Crispi nella primavera del 1888 poté annunciare che la sua politica in Africa mirava alla pace.
Il 12 dicembre 1887, inoltre, l'Italia, la Gran Bretagna e l'Austria firmavano su suggerimento di Bismarck la cosiddetta seconda intesa mediterranea, con la quale Crispi e il ministro degli Esteri austriaco Gustav Kálnoky, si impegnarono a mantenere lo status quo in Europa orientale.
Sul versante dell'Europa occidentale, invece, le attese di guerra erano forti sia in Italia che in Germania e crescevano quotidianamente anche a causa delle liti con la Francia orchestrate da Crispi. A Berlino Bismarck era quasi isolato nel compito di mantenere la pace e i termini della convenzione militare italo-tedesca, firmata il 28 gennaio 1888, furono condizionati dal desiderio di rendere una guerra contro la Francia attraente per la Germania. L'Italia si impegnò, infatti, probabilmente su suggerimento di Crispi, a inviare in caso di conflitto 200.000 uomini in appoggio al fianco sinistro dell'esercito tedesco sul Reno.
La Francia cominciò a prepararsi al peggio e si registrò un'accresciuta attività nella base navale di Tolone. Crispi, che conosceva i limiti della flotta italiana rispetto a quella francese, cercò di ottenere l'appoggio politico dell'Austria. Per cui, quando nel febbraio 1888 Kálnoky invitò Crispi a unirsi all'Austria e alla Germania nel garantire l'indipendenza della Romania, il presidente del Consiglio italiano accettò.
La guerra con la Francia nel 1888 non scoppiò e la conseguenza fu che Crispi nei mesi successivi ebbe come obiettivo l'aumento della spesa militare: un esercito e una marina più forti avrebbero resa più attraente una guerra preventiva.

#### Il codice Zanardelli e la riforma dei comuni

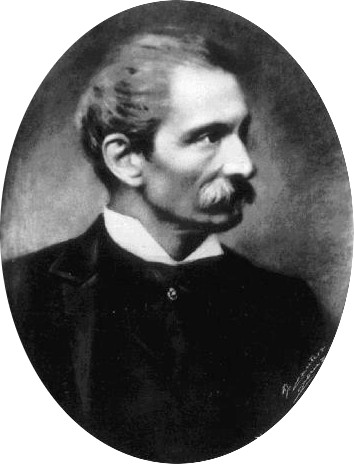
La riforma del codice penale varato dal governo Crispi portava il nome del suo autore, Giuseppe Zanardelli.

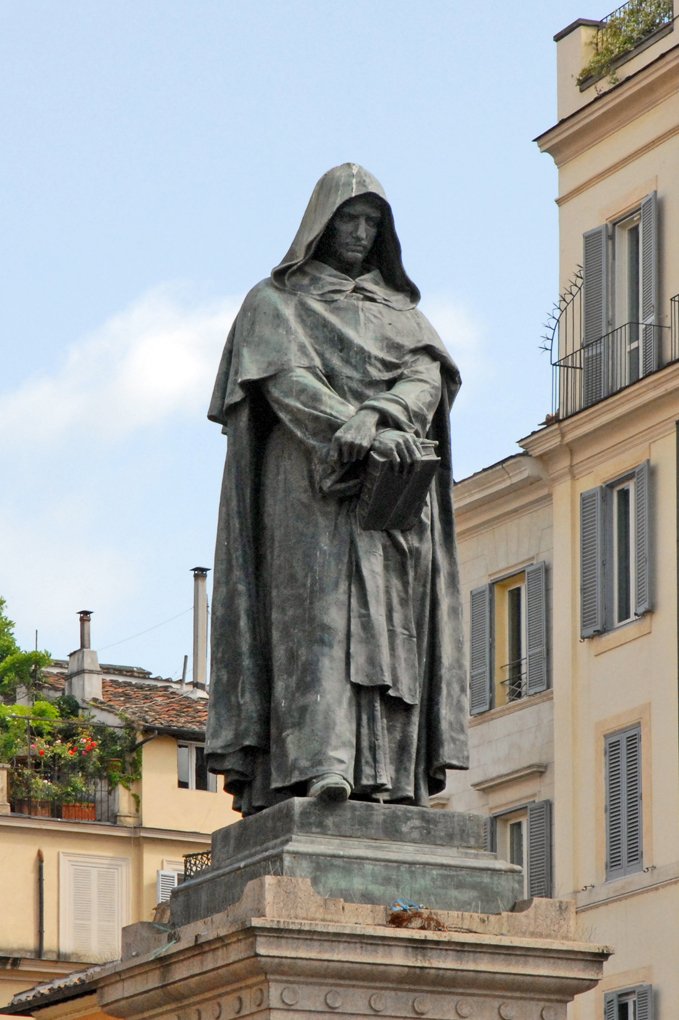
La statua di Giordano Bruno a Roma, voluta da Crispi e rivolta in segno di ammonimento verso il Vaticano.

Calata la tensione con la Francia, il presidente del Consiglio si concentrò sulla politica interna. Egli temeva che Roma fosse ancora tentata dal potere temporale dei papi, per cui, quando il sindaco della capitale Leopoldo Torlonia si recò nel 1887 in visita al vicario pontificio per il giubileo di Leone XIII e si genuflesse, Crispi fece in modo di destituirlo. Così come la inaugurazione del 1889 della statua dell'eretico Giordano Bruno espresse l'intenzione di Crispi di imprimere su Roma il suggello della modernità.
Nello stesso anno entrava anche in vigore il nuovo codice penale che abolì la pena di morte e sancì formalmente il diritto di sciopero. Il grosso del lavoro era stato fatto prima che Crispi arrivasse alla presidenza del Consiglio, e poiché era stato Zanardelli a compierlo, la riforma portò il suo nome.
Un'ulteriore riforma liberale fu quella del governo locale, la cui legge Crispi portò all'approvazione della Camera nel luglio 1888 in appena tre settimane. La nuova norma raddoppiò quasi l'elettorato locale poiché prevedeva un requisito di censo molto più basso rispetto alle elezioni politiche. Ma la parte più discussa della legge riguardava i sindaci, in passato nominati dal governo, che venivano ora eletti dai comuni con più di 10.000 abitanti e da tutti i capoluoghi di provincia, di circondario e di mandamento. L'allargamento del suffragio, tuttavia, procedette con un rafforzamento dei poteri tutelari dello Stato e a capo delle giunte provinciali amministrative, l'organo di sorveglianza del governo, fu posto il prefetto. La riforma fu approvata dal Senato nel dicembre 1888 ed entrò in vigore nel febbraio 1889.

#### Il militarismo e il nuovo governo
Continuavano nel frattempo le amichevoli relazioni con la Germania. La visita nel 1888 del nuovo imperatore tedesco Guglielmo II a Roma fu la prima di un monarca straniero nella nuova capitale che ebbe la sua legittimazione come tale da parte di una grande potenza cristiana.
Dopo il successo dell'evento, Crispi si concentrò sul potenziamento dell'esercito e in dicembre presentò in parlamento un disegno di legge che prevedeva di portare le spese militari a un terzo delle uscite dello Stato. Crispi si appellò alla eccezionalità della situazione europea e al fatto che tutte le nazioni si stavano armando. La legge fu approvata, ma le tensioni nel Paese crescevano.
Il ministro delle finanze e del Tesoro Agostino Magliani risultava impopolare e fu sostituito per il Tesoro da Costantino Perazzi che nel febbraio 1889 annunciò un aumento delle imposte. Rappresentanti della Destra e dell'estrema Sinistra si unirono per contrastare i nuovi provvedimenti e il presidente del Consiglio, il 28 dello stesso mese, decise di dimettersi. Per il governo successivo, Umberto I rinnovò la fiducia a Crispi che, conservando Esteri e interno, formò un esecutivo più a Sinistra del primo e anche la base parlamentare fu più solida della precedente.
Terminata la crisi, nel maggio 1889 re Umberto ricambiò la visita di Guglielmo II e si recò a Berlino con Crispi che colse l'occasione per incontrare Bismarck e il suo entourage. Con alcune personalità, fra cui il capo di stato maggiore Alfred von Waldersee, il presidente del Consiglio confessò che sebbene non fosse ancora arrivato il momento per una guerra contro la Francia, aveva intenzione di riacquistare Nizza e, sul fronte austriaco, era interessato al Sud Tirolo.

#### La politica coloniale e il trattato di Uccialli

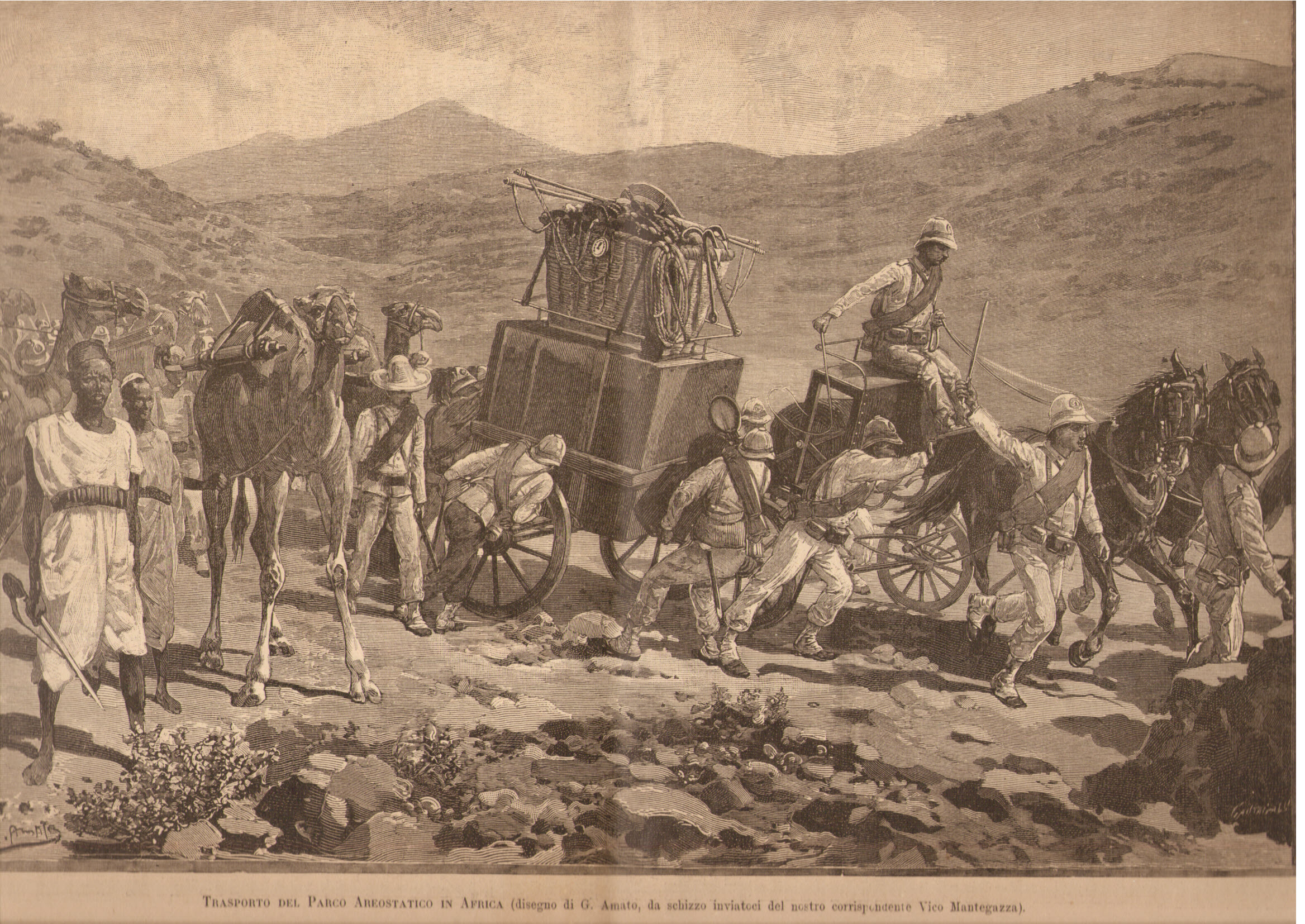
Eritrea 1888: il parco aerostatico della spedizione italiana.

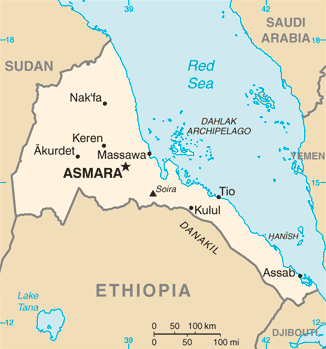
Dopo la marcia dell'esercito italiano da Massaua ad Asmara voluta da Crispi, nacque nel 1890 la prima colonia italiana: l'Eritrea.

Stabilizzatasi la situazione in Europa, Crispi puntò la sua attenzione sull'Africa orientale, dove il re dello Scioa, Menelik II, era divenuto rivale del suo imperatore, il negus Giovanni IV. Quest'ultimo conduceva dal 1885 una strisciante guerra contro l'Italia, che nel 1887 era stata sconfitta a Dogali. Nulla di più naturale, quindi, che Roma appoggiasse Menelik nella sua lotta per scalzare il Negus.
Alla fine del 1888 sembrò che la guerra tra i due rivali stesse per scoppiare e Crispi chiese al ministro della Guerra Ettore Bertolè Viale di approfittarne, passare all'offensiva e occupare Asmara. Il ministro prese tempo, ed esitò anche dopo la morte in battaglia di Giovanni IV per mano dei mahdisti, nel marzo del 1889.
Crispi riuscì però a imporsi su Bertolè e le forze italiane cominciarono l'avanzata verso Asmara. Il 2 maggio, Menelik, divenuto a sua volta imperatore, concluse il trattato di Uccialli con l'Italia in cui riconosceva i diritti di quest'ultima sulla città e su buona parte dell'altopiano eritreo. Accettava inoltre, secondo quanto sembrava affermare l'articolo 17, un protettorato italiano sull'Etiopia, ottenendo in cambio la continuazione dell'aiuto italiano per la sottomissione del suo impero.
Il presidente del Consiglio non ritenne necessario sottoporre il trattato al parlamento poiché l'Italia era ancora in guerra e il Re era costituzionalmente libero di agire. Tuttavia alcuni deputati dell'estrema Sinistra e della Destra contestarono e in giugno fu presentata una mozione che imponeva l'autorizzazione del parlamento a qualsiasi ulteriore spesa destinata all'Africa. Crispi minacciò le dimissioni e la mozione fu sconfitta. D'altronde, l'entusiasmo per l'espansione in Africa si diffuse rapidamente nel Paese e avversari del colonialismo come il ministro Giovanni Giolitti e il poeta Giosuè Carducci cambiarono atteggiamento. Asmara fu finalmente occupata nell'agosto 1889 e la prima colonia italiana, l'Eritrea, nacque ufficialmente nel 1890.
Contestualmente, Crispi si adoperò per istituire dei protettorati italiani in Somalia, dando istruzioni in merito a Vincenzo Filonardi, plenipotenziario del governo. Alla fine del 1888, il sultano Yusuf Ali Kenadid stipulò un trattato con gli italiani, rendendo il suo Sultanato di Obbia un protettorato italiano. Il suo rivale Osman firmò un accordo simile per il suo Sultanato della Migiurtinia l'anno successivo. I territori di Migiurtina e Obbia furono la base territoriale della Somalia italiana.

#### Le riforme della Sanità e della Giustizia

Francesco Crispi fece approvare una legge che stabiliva il principio che lo Stato è responsabile della salute dei cittadini.

Oltre al codice Zanardelli e la riforma dei comuni, Crispi si occupò in quel periodo della riforma della Sanità pubblica e di quella che mirava a proteggere i cittadini dagli abusi amministrativi dello Stato.
L'epidemia di colera del 1884-1885 aveva mietuto in Italia quasi 18.000 vittime. Crispi appena salì al potere istituì al ministero dell'interno la Direzione di sanità pubblica, coinvolgendo per la prima volta i medici nel processo decisionale. Una specifica legge del 1888, inoltre, trasformò il Consiglio superiore di sanità in un organo di medici specialisti anziché di amministratori, e creò la figura del medico provinciale. La norma stabilì il principio che lo Stato era responsabile della salute dei suoi cittadini. Alle prostitute delle case di tolleranza vennero assicurati controlli medici regolari, e cure adeguate a coloro che avevano contratto malattie veneree.
La legge per la protezione dei cittadini contro gli abusi amministrativi fu approvata invece nel marzo del 1889 e stabiliva la creazione di una nuova sezione del Consiglio di Stato che ebbe l'incarico di occuparsi delle vertenze poste dai cittadini vittime della burocrazia e che avevano ora accesso ad un'istanza giudiziaria indipendente.

#### L'attentato di Napoli e le congregazioni
La serie di soddisfazioni politiche fu interrotta, il 13 settembre 1889, da un avvenimento che gettò Crispi nello sconforto. Il presidente del Consiglio quel giorno era a Napoli per la pausa estiva ed era fuori per la consueta passeggiata in carrozza insieme alla figlia. Mentre percorrevano via Caracciolo, lo studente Emilio Caporali lanciò con violenza due pietre verso Crispi che fu colpito da una di esse alla mandibola. La ferita era importante ma non grave e ci fu bisogno di cinque punti. L'attentatore, un repubblicano, fu arrestato e gli fu diagnosticata una patologia mentale. Da quel giorno Crispi cambiò d'umore, divenne cupo e paventò l'ipotesi di dimettersi, ma un'accorata lettera di Urbano Rattazzi iuniore lo dissuase.

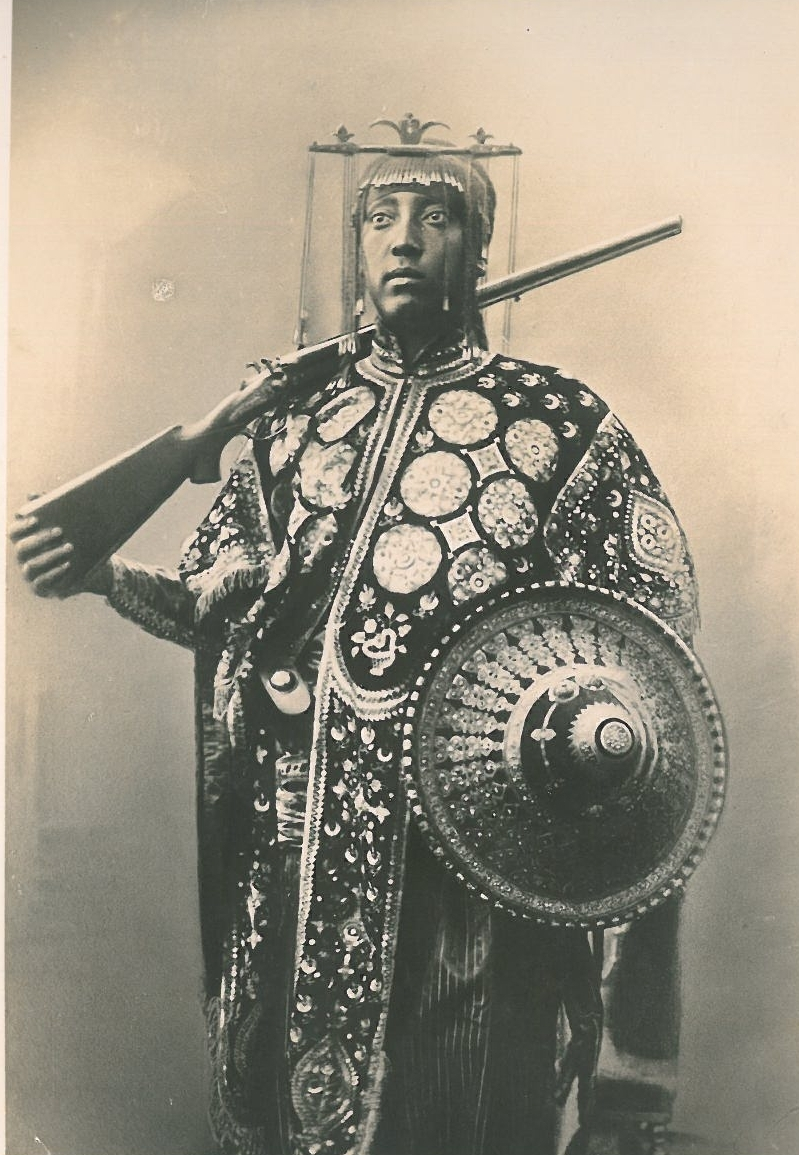
Fra le cause della caduta del secondo governo Crispi ci fu la rinuncia dell'imperatore d'Etiopia Menelik II al protettorato dell'Italia.

Qualche mese dopo infatti il presidente del Consiglio era già all'opera per varare un'altra riforma. Essa stabiliva che in uno Stato moderno la responsabilità dell'assistenza ai bisognosi spettava all'autorità pubblica. I comuni dovevano quindi istituire la “congregazione di carità”, un organo il cui compito era di occuparsi dei poveri locali e della maggior parte delle opere pie. Le nomine spettavano al consiglio comunale: erano ammesse le donne, ma non i parroci. Per controllare tali congregazioni, Crispi dispose che le decisioni più importanti e la loro contabilità dovevano essere approvate dalla giunta provinciale, a capo della quale vi era il prefetto. La legge, discussa fra il 1889 e il 1890, fu approvata, mentre nel dicembre del 1889 papa Leone XIII la condannava come antireligiosa.

#### Le elezioni del 1890 e la crisi di governo
Il risultato fu che le elezioni del 23 novembre 1890 furono uno straordinario trionfo per Crispi. Su 508 deputati, 405 si schierarono con il governo. Ma già a ottobre si erano rivelate le prime avvisaglie di una crisi politica. Menelik aveva infatti contestato il testo in italiano del trattato di Uccialli, affermando che la versione in amarico non obbligava l'Etiopia a servirsi dell'Italia per la sua politica estera. L'Etiopia, quindi, non si considerava un protettorato dell'Italia. Menelik informò la stampa straniera e lo scandalo scoppiò. Il ministro delle finanze Giolitti fu il primo ad abbandonare il governo.
Nel gennaio 1891 la situazione peggiorò per la decisione di Crispi di mettere ordine nel settore finanziario minacciando i redditi di un gran numero di deputati e di loro amici. Il presidente del Consiglio presentò poi un disegno di legge che mirava a ridurre il numero di prefetture per motivi di spesa pubblica, ma che danneggiava quei parlamentari che se ne servivano in campagna elettorale. L'evento decisivo fu tuttavia il documento pubblicato dal neoministro delle finanze Bernardino Grimaldi, che rivelava che il disavanzo previsto era maggiore di quanto ci si aspettava. Il 31 gennaio, durante una seduta tumultuosa, la Camera si divise e il secondo esecutivo Crispi fu sconfitto con 186 voti contro 123.

### I governi Rudinì e Giolitti (1891-1893)
Alla caduta di Crispi, Umberto I diede l'incarico di formare il nuovo governo al marchese Rudinì. L'esecutivo visse stentatamente fino ai primi giorni del maggio 1892, fin quando Giolitti non lo mise in minoranza e ricevette a sua volta l'incarico dal Re. Il primo governo Giolitti contava tuttavia su di un esile maggioranza e nel dicembre 1892 fu coinvolto nello scandalo della Banca Romana su guadagni illeciti.
Anche Umberto I fu compromesso e la posizione di Crispi ne uscì notevolmente rafforzata: poteva rovesciare il governo in qualsiasi momento o mettere in pericolo la reputazione del Re se avesse parlato. Giolitti e Rattazzi jr. si difesero cercando di raccogliere materiale compromettente contro Crispi, ma l'inchiesta giudiziaria sulla Banca Romana lasciò quest'ultimo sostanzialmente indenne.
Nell'ottobre 1893, con l'acuirsi della crisi finanziaria e la sommossa dei fasci siciliani dei lavoratori, le voci che chiedevano un ritorno di Crispi si fecero insistenti. Il mese dopo fu consegnato in parlamento il rapporto conclusivo sulla Banca Romana: Giolitti ne uscì malissimo e il 24 annunciò alla Camera le sue dimissioni.

### Il terzo e il quarto governo Crispi (1893-1896)

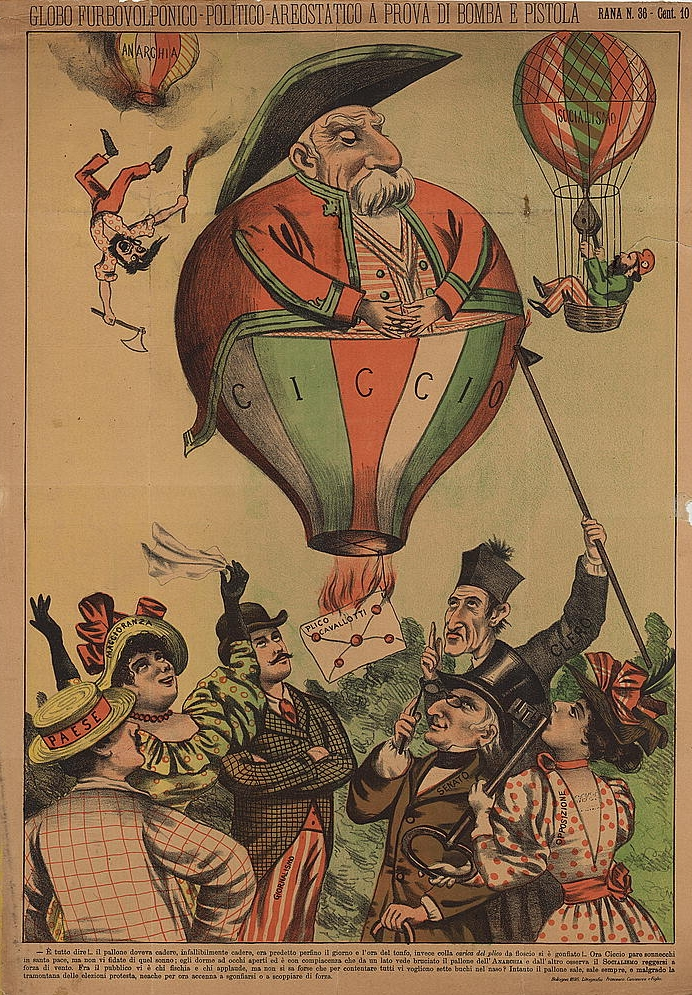
1895: Crispi come il "Globo furbovolponico politico aerostatico a prova di bomba e pistola" di nome "Ciccio" che si libra in aria bruciando il plico con le accuse contro di lui. In alto cade l'Anarchia, e il Socialismo è in difficoltà. La Maggioranza acclama, il Paese, il Giornalismo e il Senato osservano, l'Opposizione fischia e il Clero tenta invano di forare il "globo".

Il 25 novembre 1893 il Re convocò Crispi e, dopo varie trattative, il 15 dicembre il governo era pronto. Il suo punto di forza erano i ministeri economici, con Sidney Sonnino alle finanze e al Tesoro, Giuseppe Saracco ai Lavori pubblici e Paolo Boselli all'Agricoltura. Agli Esteri andò Alberto Blanc e Crispi tenne per sé il ministero dell'interno.

#### I Fasci siciliani e il partito socialista dei lavoratori
Con la nascita del Partito dei Lavoratori Italiani nel 1892 la combattività operaia cominciò ad aumentare con effetti particolarmente significativi in Sicilia dove il movimento prese il nome di Fasci siciliani.
Il primo compito di Crispi come presidente del Consiglio fu di affrontare questa situazione. Sulla improbabile voce per cui il movimento in Sicilia era stato fomentato da francesi d'accordo con il Vaticano, Crispi ottenne il 2 gennaio 1894 la proclamazione dello Stato d'assedio nell'isola. A capo delle truppe fu nominato con pieni poteri il generale Roberto Morra. Pur di dubbia costituzionalità, l'azione di Crispi ricevette un notevole sostegno e quando il parlamento discusse l'argomento, il governo ottenne una maggioranza schiacciante.
Vennero spediti in Sicilia 40.000 soldati, furono istituiti tribunali militari, vietate le riunioni pubbliche, confiscate le armi, introdotta la censura sulla stampa e proibito l'ingresso all'isola ai sospetti. A febbraio il consenso parlamentare cominciò a calare e Crispi si difese appellandosi alla difesa dell'unità nazionale, dato che i rivoltosi avevano secondo lui intenzioni separatiste. Recuperò il consenso e pochi giorni dopo ottenne ancora una larga fiducia alla Camera. Il movimento dei Fasci siciliani fu sciolto lo stesso 1894 e i capi arrestati. Nell'ottobre dello stesso anno fu sciolto anche il partito socialista dei lavoratori.

#### La crisi finanziaria, il nuovo governo e l'attentato di Roma

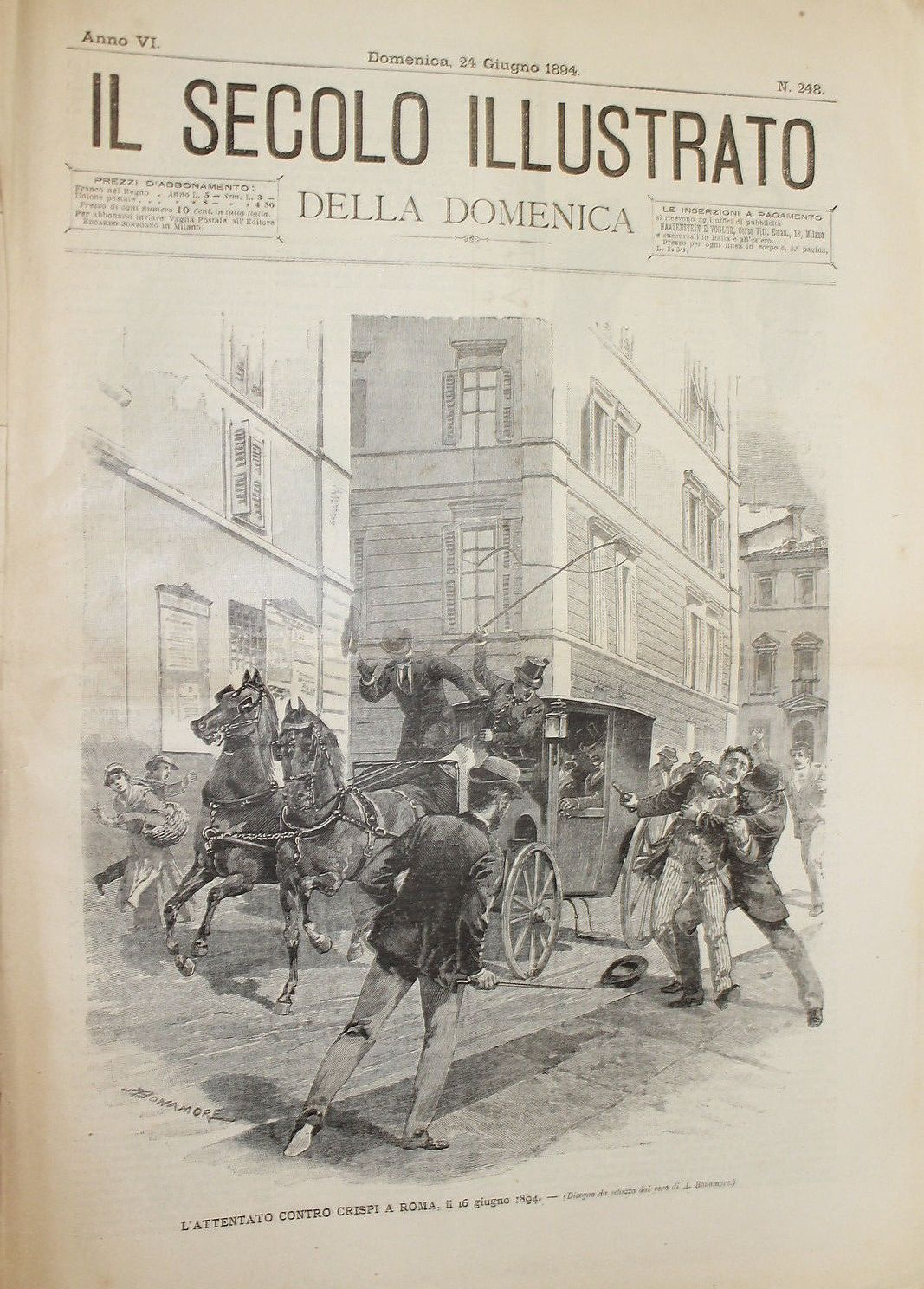
L'attentato a Crispi del 16 giugno 1894 a Roma.

Contemporaneamente agli eventi dei fasci siciliani, nel febbraio 1894, il ministro delle finanze Sonnino di fronte ad un disavanzo di 155 milioni di Lire stabilì che i tagli alla spesa pubblica non potevano fruttare più di 27 milioni di Lire, anche perché Crispi non aveva intenzione di fare economie sulle forze armate. Comunicò quindi che bisognava aumentare le tasse. I nuovi tributi andavano a colpire sia i benestanti, con un'imposta sul reddito e una sui terreni, sia i meno abbienti, con un aumento della tassa sul sale, sia la borghesia, con l'aumento dell'imposta sugli interessi dei Buoni del Tesoro.
Le proposte di Sonnino incontrarono una dura opposizione parlamentare: i proprietari terrieri fecero blocco e il 4 giugno la Camera si spaccò in due. Il ministro delle finanze decise di dimettersi e il giorno dopo Crispi annunciò le dimissioni dell'intero governo.
Il Re, non avendo alternative, ridiede l'incarico a Crispi, che il 14 giugno presentò il nuovo esecutivo con Boselli al posto di Sonnino. Il presidente del Consiglio annunciò pure che avrebbe rinunciato all'imposta sui terreni. La sua posizione migliorò, anche se fu un episodio che mise in pericolo la sua vita a dargli la forza politica per proseguire speditamente.
Il 16 giugno 1894 infatti, a Roma, tornando alla Camera dopo pranzo, Crispi fu vittima di un attentato da parte del giovane anarchico Paolo Lega. L'attentatore sparò da brevissima distanza, ma la pallottola mancò il bersaglio. Tutto il parlamento espresse solidarietà al presidente del Consiglio che vide la sua posizione notevolmente rafforzata. Ciò favorì l'approvazione della legge sulla tassa del 20% sugli interessi dei Buoni del Tesoro, il provvedimento principale della legge Sonnino. La norma allontanò l'Italia dalla crisi e preparò la strada alla ripresa economica.
Svanito lo spettro dei problemi finanziari, Crispi si dedicò a promuovere norme contro la sovversione. A tale riguardo il 1º luglio 1894 vennero presentate tre proposte di legge definite antianarchiche che aggravavano le norme contro gli attentati con esplosivi, ampliavano l'uso del Domicilio coatto e vietavano le associazioni sovversive: Le norme entrarono in vigore il 19 luglio. Un'altra legge, approvata l'11 luglio, prevedeva che la capacità di leggere e scrivere, indispensabile per votare, fosse dimostrata davanti ad un pretore e a un insegnante. Quest'ultima norma, temuta dall'estrema Sinistra, diede notevoli risultati, vennero infatti cancellate dalle liste elettorali 800.000 persone.

#### Le manovre di Giolitti e la commissione Cavallotti
Al termine del 1894 Giovanni Giolitti tentò di screditare Crispi presentando in parlamento alcuni documenti che avrebbero dovuto rovinarlo. Si trattava in realtà di vecchie carte che attestavano prestiti contratti da Crispi e dalla moglie con la Banca Romana, più alcune lettere di raccomandazione scritte da Crispi. Documenti sui quali già non si era ravvisato alcun illecito. Su suggerimento del deputato Felice Cavallotti fu istituita comunque una commissione (di cui fece parte lo stesso Cavallotti) il cui rapporto fu pubblicato il 15 dicembre. Alla Camera ci furono disordini e Crispi, a difesa delle istituzioni, sottopose al Re un decreto legge per sciogliere il parlamento. Umberto I firmò e Giolitti fu costretto a riparare a Berlino, perché, decaduta la sua immunità parlamentare, correva il rischio di essere arrestato per 14 capi d'imputazione che gli erano stati contestati il 13, fra cui querele intentate da Crispi. Il 13 gennaio 1895 il parlamento fu sciolto.

#### L'occupazione del Tigrè e la fine della guerra di Eritrea

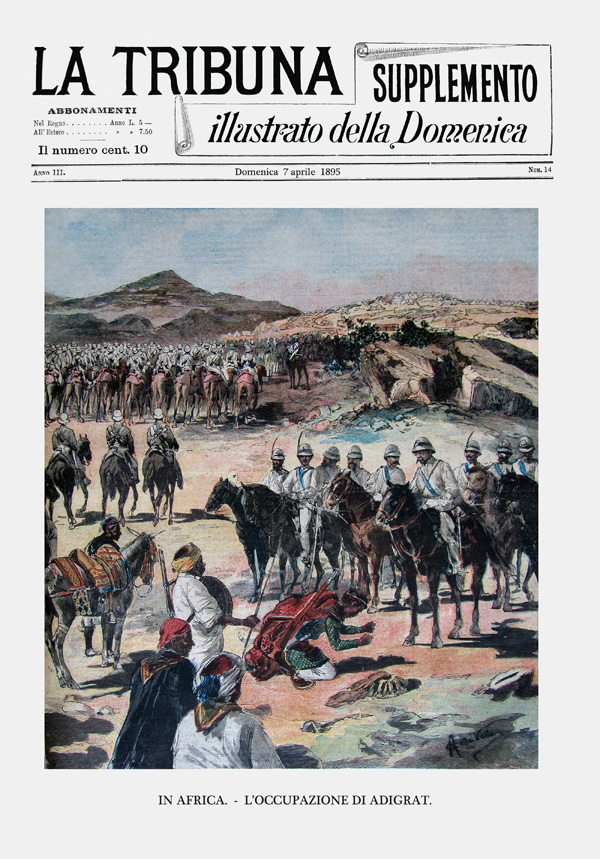
L'occupazione italiana di Adigrat nel Tigrè etiope fu l'ultimo dei successi coloniali di Francesco Crispi.

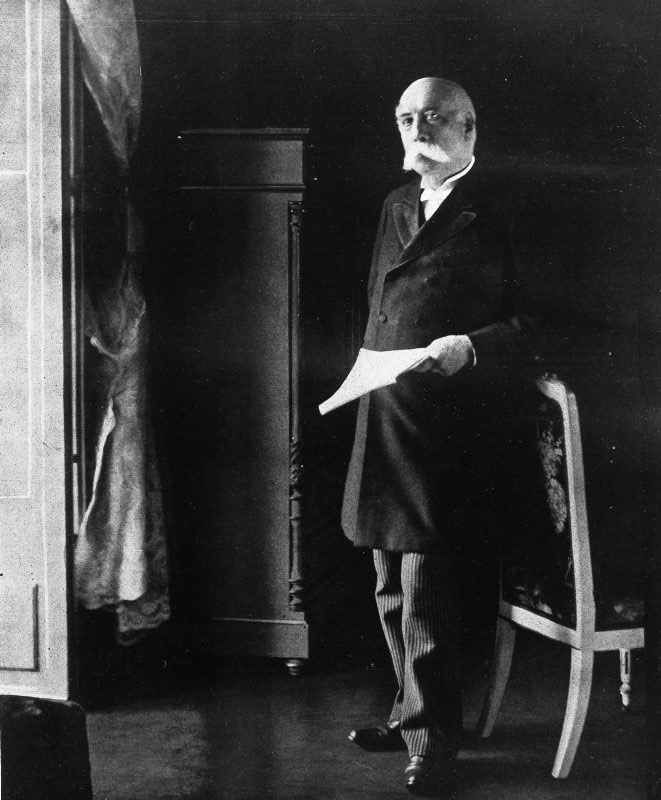
Crispi negli ultimi anni della sua attività politica.

In Africa, intanto, a fronte del consolidamento del potere di Menelik II in Etiopia, per scongiurare l'avanzata dei dervisci verso l'Eritrea, il 17 luglio 1894 fu conquistata Cassala (oggi in Sudan) con una riuscita operazione militare del generale Oreste Baratieri.
Durante la sospensione del parlamento altre vittorie militari mitigarono le proteste dell'opposizione. Baratieri, in inferiorità numerica, sconfisse gli etiopi ad Halai (19 dicembre 1894), Coatit (13-14 gennaio 1895) e Senafè (15 gennaio), trovandosi a controllare quasi completamente la regione dei Tigrè. La corte era entusiasta e Crispi, trovandosi in posizione più forte che mai abbandonò l'etichetta, chiedendo udienza al Re quando gli faceva comodo, astenendosi dall'inchinarsi e parlando con lui ad alta voce.
A marzo Baratieri occupava anche Adigrat muovendo poi su Adua. A questo punto Crispi gli inviò un telegramma chiedendogli di fermarsi. Il presidente del Consiglio era infatti sul punto di annunciare le elezioni e non poteva esporsi finanziariamente al di là dei 9 milioni di Lire già stanziati per la campagna militare.
I risultati delle elezioni del 26 maggio 1895 furono favorevoli a Crispi, contro cui furono indirizzati altri attacchi e accuse di Cavallotti di immoralità e bigamia. La Camera si dovette pronunciare sulla questione e finì per votare la fiducia a larga maggioranza. Rafforzata la sua posizione, a settembre, il presidente del Consiglio diede il via alle grandi celebrazioni del 25º anniversario della presa di Roma, il cui avvenimento più eclatante fu l'inaugurazione, il 20, della statua di Garibaldi sul Gianicolo.

#### La guerra di Abissinia e la disfatta di Adua

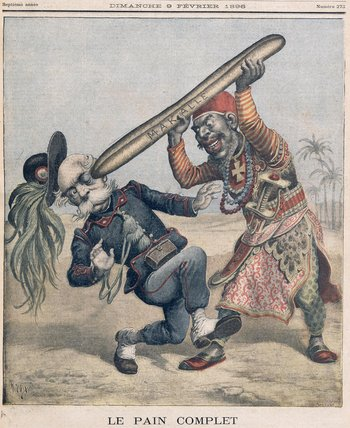
Vignetta francese con Crispi colpito da una baguette di pane (i francesi aiutavano gli etiopi) che porta il nome dell'insuccesso di Macallè.

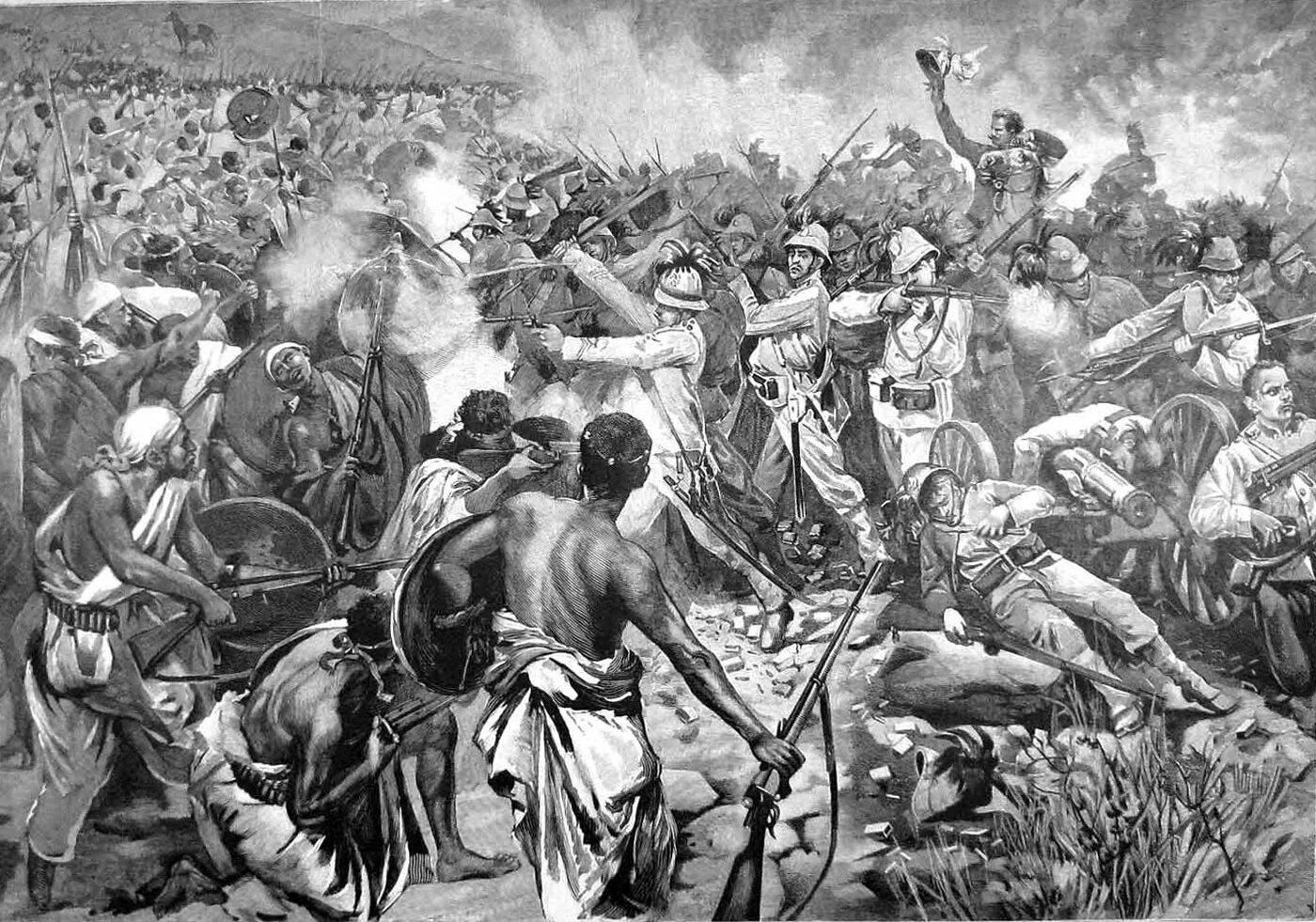
Nella battaglia di Adua le forze italiane che contavano 17.700 uomini si scontrarono con quelle etiopi che ammontavano a 100.000 unità. La sconfitta italiana fu in larga parte attribuita a Crispi che aveva fatto enormi pressioni sul comandante Baratieri affinché ottenesse una vittoria a tutti i costi.

A metà 1895 Crispi si rese invece conto di essere in difficoltà sulla questione coloniale: la Francia riforniva di armi Menelik, e la Germania e la Gran Bretagna non avevano alcuna intenzione di aiutare l'Italia. Il ritiro di Bismarck dalla vita politica aveva già da diversi anni indebolito la posizione internazionale di Crispi, e in autunno era divenuto chiaro che gli etiopi stessero preparando un'offensiva su larga scala.
A dicembre un avamposto italiano sull'Amba Alagi fu attaccato da un'avanguardia di Menelik e annientato. Crispi decise di sostituire Baratieri con Antonio Baldissera che però non se la sentì di prendere il comando.
Il presidente del Consiglio approntò allora un piano per richiamare alle armi altri 25.000 uomini e alle proteste del ministro delle finanze Sonnino, dichiarò di voler tenere l'esercito sulla difensiva. Presentò un disegno di legge che stanziava altri 20 milioni per l'Africa e lo fece approvare alla Camera. Ma il 7 gennaio 1896, un altro avamposto italiano, a Macallè, fu raggiunto e circondato dall'esercito etiope che il 22 ottenne la resa e concesse il ritiro degli italiani.
Menelik propose di aprire delle trattative di pace, ma Crispi voleva a tutti i costi una vittoria. Sonnino si oppose al proseguimento dell'offensiva per motivi economici e dopo il tempestoso consiglio dei ministri dell'8 febbraio si decise di autorizzare Baratieri a negoziare con gli etiopi. Intanto in Eritrea continuavano ad arrivare rinforzi. Nonostante ciò Baratieri il 20 annunciò che forse sarebbe stato costretto a ritirarsi. A questo punto Crispi d'accordo con i suoi ministri decise di sostituirlo con Baldissera e di inviare in Eritrea altri 10.000 uomini. Propose poi di aprire un secondo fronte per stornare l'attenzione di Menelik dal Tigrè, ma Sonnino si oppose.
Baldissera partì per l'Africa e il 25 febbraio Crispi, che aveva fatto nelle settimane precedenti enormi pressioni su Baratieri affinché ottenesse una vittoria, gli inviò un telegramma nel quale scrisse: «[…] Siam pronti a qualunque sacrifizio per salvare l'onore dell'esercito e il prestigio della monarchia […]». Baratieri il 28 febbraio convocò un consiglio di guerra che decise di attaccare le forze di Menelik presso Adua. La battaglia che seguì il 1º marzo 1896 si concluse con una grave sconfitta italiana.
Quando la notizia arrivò in Italia si verificarono disordini, soprattutto in Lombardia. Il pomeriggio del 4 marzo Crispi comunicò ai ministri la sua convinzione che il governo dovesse dimettersi. L'esecutivo si dichiarò d'accordo. Il giorno dopo Crispi dichiarò alla Camera che il governo aveva dato le dimissioni e il Re le aveva accettate.

### Gli ultimi tempi (1896-1901)

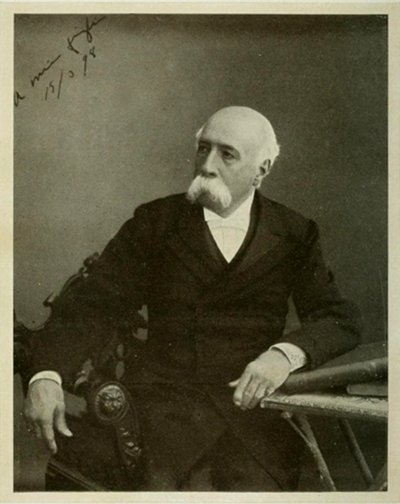
Crispi dopo aver lasciato la politica attiva, nel 1898.

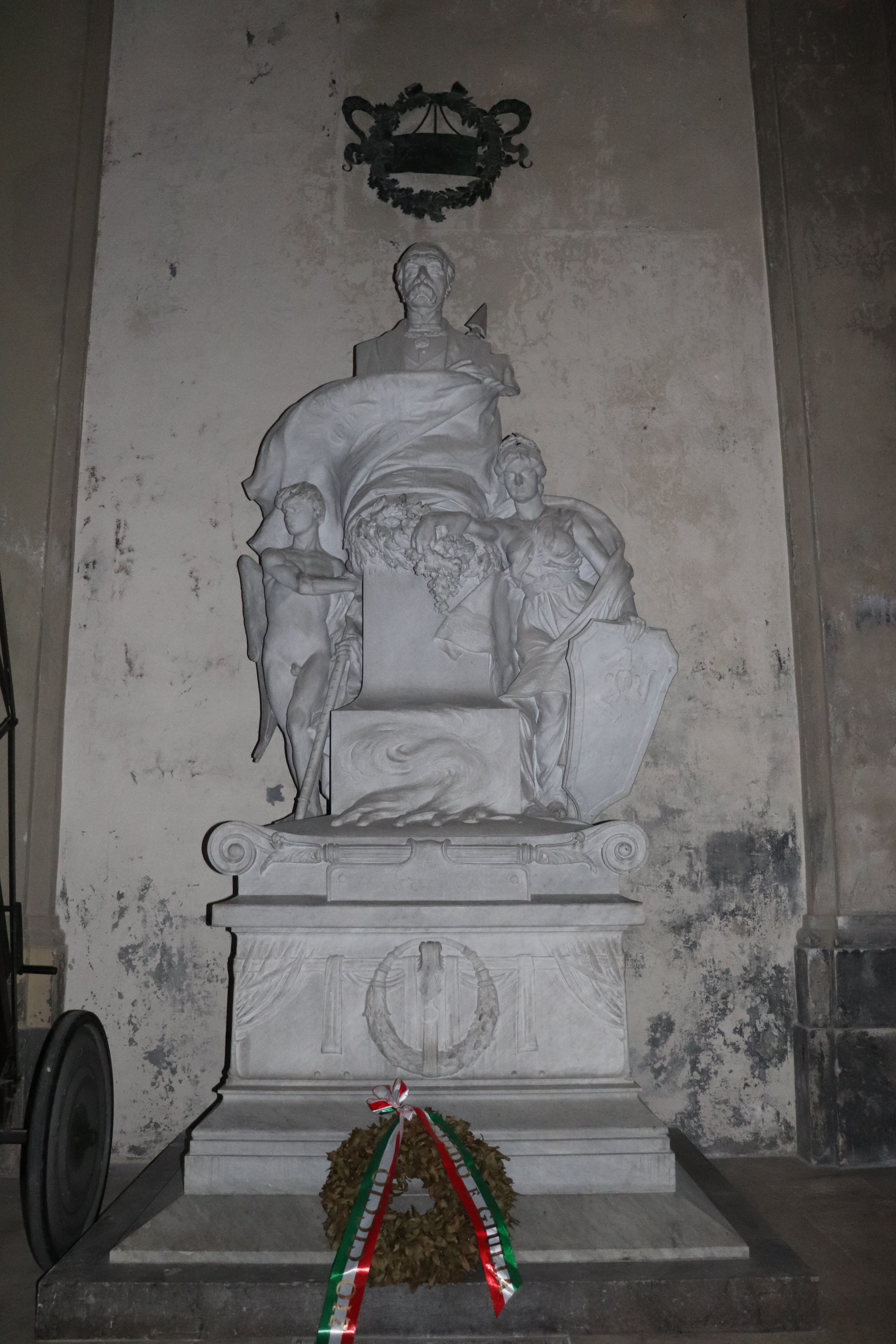
Monumento funerario a Crispi presso la chiesa di San Domenico (Palermo)

Nei mesi che seguirono la caduta del governo, Crispi fu investito da una quantità di polemiche. Fu accusato di aver condotto una politica coloniale “personale”, di non aver valutato correttamente i preparativi e l'offensiva di Menelik, di aver ignorato le sue offerte di pace, e di aver spinto Baratieri a lanciare un attacco suicida.
Dal canto suo Crispi appariva tranquillo ritenendo che il principale responsabile della sconfitta di Adua fosse stato proprio Baratieri. Gli ultimi tempi non furono però sereni. A fianco ad un risentimento nei confronti di Umberto I che esitava a vendicare la sconfitta, sorsero dei problemi economici dovuti alle spese per "La Riforma", alla gestione di due case e alla dote di sua figlia Giuseppina. Per cui, nonostante il suo orgoglio, dovette accettare un assegno annuale del Re.
Nel 1897 inoltre fu coinvolto nel processo intentato contro il direttore della filiale di Bologna del Banco di Napoli, Luigi Favilla, che fu incriminato per peculato. Crispi aveva ottenuto dall'imputato ingenti prestiti e fu accusato di complicità per avergli, come presidente del Consiglio, assicurato la sua protezione nel caso in cui fosse stata scoperta la natura irregolare di alcune operazioni. Ottenne che le accuse fossero giudicate da una commissione della Camera e nel marzo 1898 fu scagionato.
Era ormai un uomo molto anziano. La sua salute peggiorò nel 1899 quando la vista subì un notevole calo. L'ultima apparizione pubblica di Crispi fu a Roma il 9 agosto 1900, al corteo funebre di Umberto I, assassinato il 29 luglio a Monza.
La notte dell'8 luglio 1901 ebbe un attacco di cuore e alla fine del mese le sue condizioni peggiorarono. Il 4 agosto i medici disposero che non ricevesse più visite e il 9 entrò in uno stato comatoso. Morì a Napoli alle 19:45 dell'11 agosto, all'età di quasi 83 anni. I funerali ebbero luogo il 15 agosto a Palermo e la salma fu seppellita nel cimitero dei Cappuccini. Il corpo venne mummificato da Alfredo Salafia perché si conservasse meglio. Il 12 gennaio 1905 venne trasferito nella chiesa di San Domenico dove riposa ancora oggi in una cripta sulla destra dell'altare. Il monumento funerario è dello scultore Giovanni Nicolini.
(Ultime parole di Francesco Crispi, secondo varie testimonianze)

## Le origini albanesi
(Crispi a Girolamo De Rada, in occasione del congresso albanese tenuto in Corigliano Calabro il 3 ottobre 1895.)
Francesco Crispi andava fiero della sua origine albanese e amava l'Albania. Il cognome Crispi in Sicilia e Calabria è difatti un tipico cognome arbëresh, in origine Kryeshpi (Capocasa), poi italianizzato. Per l'Albania, Crispi aveva preso posizione nella sua causa d'indipendenza dall'Impero ottomano. Oltre alle varie lettere a Girolamo De Rada, uno dei maggiori poeti albanesi del tempo, nel 1887, da ministro degli affari interni del Regno d'Italia, mandò un obolo a favore del Ricovero degli Agricoltori invalidi di Piana degli Albanesi in Sicilia, al quale Comitato promotore telegrafò: "[...] a questa colonia legano vincoli di sangue, tradizioni illustri, una storia tanto antica quanto gloriosa di patriottismo non mai smentito e di sventure nobilmente sofferte".

Nel Giornale di Sicilia del 1º gennaio 1898 si accenna ad una visita che Francesco Crispi volle fare al Seminario Italo-Albanese di Palermo, dove egli aveva ricevuto la sua prima educazione. Nell'articolo si legge che Crispi: 

## Giudizio storico

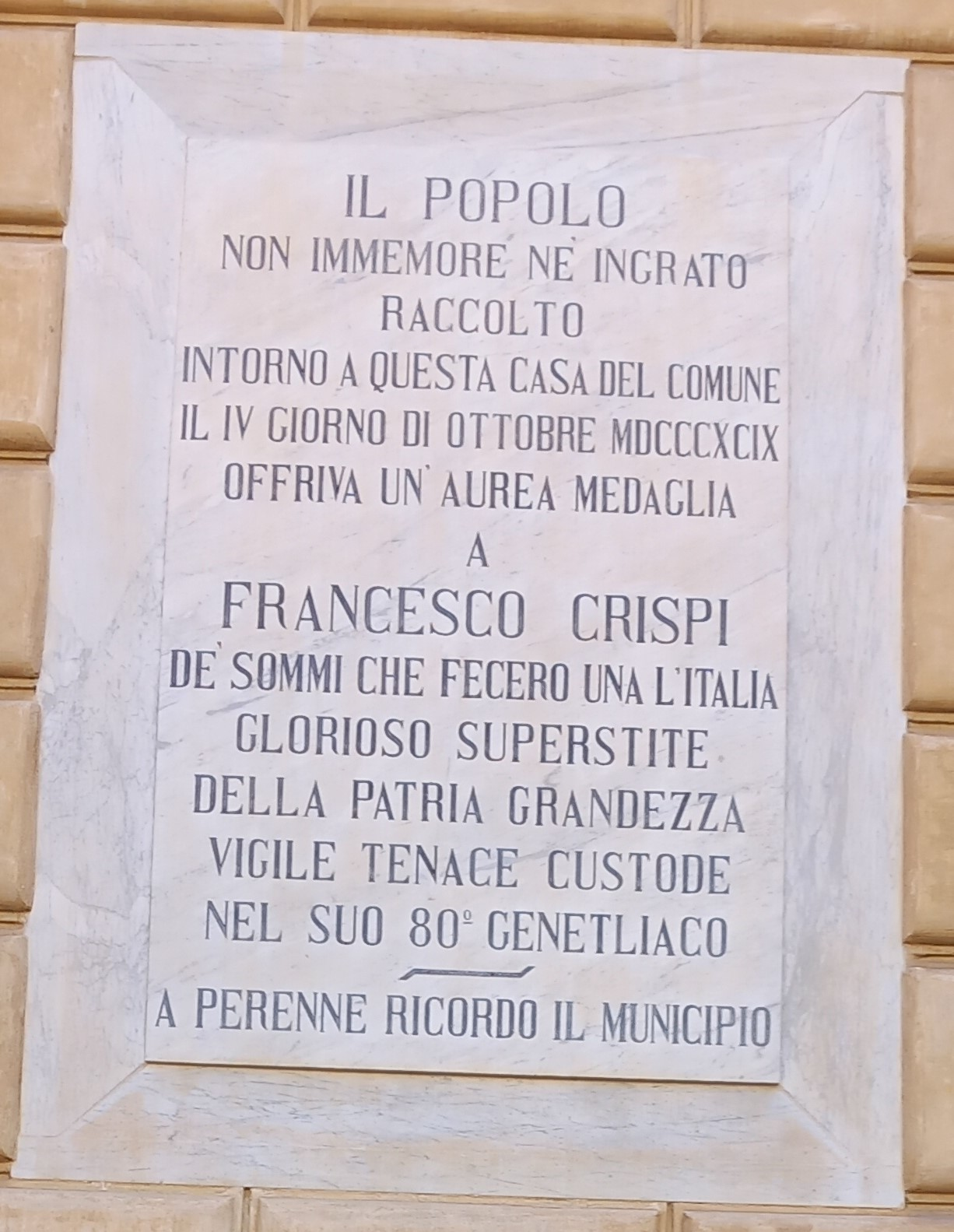
Targa commemorativa a Palermo del 1899

Complessa e controversa, la figura di Crispi fu celebrata durante il fascismo per l'ammirazione che ne aveva Benito Mussolini.
In quel periodo a Enna fu affissa la targa che recita: 
TRA I FORTI FIGLI DI SICILIA

FORTISSIMO E FIERISSIMO

CHE

AL RISCATTO E ALLA UNITA' DELLA PATRIA ITALIANA

DIEDE GLI ANNI MIGLIORI DELLA VITA

E NE RESSE POI IN TEMPI SCIAGURATI

CON ANIMO E INTELLETTO ACERRIMI DI PRECURSORE

I DESTINI

MENTRE LA NUOVA ITALIA DEL SUO SOGNO MAGNANIMO

SEMPRE PIÙ SI AFFERMA AUSPICE IL LITTORIO

UNA SUBLIME REALTÀ

IL MUNICIPIO DI CASTROGIOVANNI

OTTOBRE 1927 ANNO V
Successivamente la sua figura andò decadendo per il giudizio storico negativo dei liberali repubblicani e anche di Antonio Gramsci che accusò Crispi di autoritarismo, bellicismo e imperialismo, nonché di essere il vero precursore del regime fascista, pur essendo deceduto più di vent'anni prima l'ascesa di Mussolini.
Solo recentemente alcuni studi hanno rivalutato i meriti di Crispi, posizionando la sua figura di statista, tra luci e ombre, a pieno titolo fra i protagonisti del Risorgimento e dell'Italia post-unitaria. Lo storico Giorgio Scichilone, Professore Associato presso Università degli studi di Palermo, ha definito Crispi come uno di quegli uomini "rari e maravigliosi" (espressione tratta da Machiavelli) che non sempre un'epoca è in grado di esprimere: «Non gli sarebbero mancate infatti le virtù necessarie: passione patriottica e prospettiva politica, unite a una non comune ambizione, ostinazione e cinismo. Perciò tralasciando la retorica, alla fine questo di Crispi si può dire: il suo apporto all'edificazione dello Stato italiano fu decisivo, e ciò è quanto gli deve essere riconosciuto al netto dell'esaltazione o degli ostracismi contemporanei e storiografici». 
Un esempio concreto del suo operato fu la legge Crispi-Pagliani del 1888 (22 dicembre 1888, n. 5849), che trasformò la sanità pubblica italiana, riducendo significativamente la mortalità e allineando il sistema sanitario agli standard delle grandi potenze europee. Come evidenziato dallo storico economico Francesco M. Fiore Melacrinis, questa riforma, basata sulle recenti scoperte della teoria dei germi di Pasteur e Koch, segnò una discontinuità con il passato, introducendo un sistema di sorveglianza capillare, l’istituzione della Direzione della Sanità Pubblica e l’impiego di ingegneri sanitari per il miglioramento delle condizioni igienico-sanitarie del paese. La riforma rafforzò il controllo sulle epidemie attraverso una rete più strutturata di ufficiali sanitari e medici provinciali, che garantirono un monitoraggio più efficace della salute pubblica. Questo nuovo assetto, pur mantenendo una componente centralizzatrice, migliorò la capacità dello Stato di intervenire in materia di sanità, come dimostra la riduzione della mortalità registrata negli anni successivi.

## Onorificenze
Al 1888 Francesco Crispi era stato insignito delle seguenti onorificenze:

## Stemma
| Image | Stemma |
| ----- | --- |
| \| \| | Francesco Crispi Barone, Cavaliere dell'Ordine Supremo della Santissima Annunziata D'argento, al castagno al naturale terrazzato di verde. Dietro allo scudo sono presenti le insegne della Santissima Annunziata. |
|       | |